# Lista de asteroides (204001-205000)
Esta é uma lista parcial de asteroides, do asteroide número 204001 até o 205000, inclusive. Veja também o índice com todas as listas disponíveis.

| Objeto Próximos à Terra | Cinturão de asteroides (interno) | Cinturão de asteroides (externo) | Centauro       |
| Cruzador de Marte       | Cinturão de asteroides (meio)    | Troianos de Júpiter              | Transnetuniano |

Veja mais dados de cada asteroide na ligação externa para o Minor Planet Center na última coluna.
Índice: 204001... 204101... 204201... 204301... 204401... 204501... 204601... 204701... 204801... 204901... 

## 204001–204100
| Designação | Designação | Descoberta  | Descoberta       | Descobridor(es) | Categoria | Mais informações / Referência |
| Permanente | Provisória | Data        | Local            | Descobridor(es) | Categoria | Mais informações / Referência |
| ---------- | ---------- | ----------- | ---------------- | --------------- | --------- | ----------------------------- |
| 204001     | 2003 TV38  | 2 out 2003  | Kitt Peak        | Spacewatch      | —         | MPC                           |
| 204002     | 2003 TT51  | 5 out 2003  | Kitt Peak        | Spacewatch      | —         | MPC                           |
| 204003     | 2003 UQ7   | 16 out 2003 | Kingsnake        | J. V. McClusky  | —         | MPC                           |
| 204004     | 2003 UG9   | 18 out 2003 | Socorro          | LINEAR          | —         | MPC                           |
| 204005     | 2003 UH13  | 17 out 2003 | Anderson Mesa    | LONEOS          | —         | MPC                           |
| 204006     | 2003 UK14  | 16 out 2003 | Kitt Peak        | Spacewatch      | —         | MPC                           |
| 204007     | 2003 UQ14  | 16 out 2003 | Kitt Peak        | Spacewatch      | —         | MPC                           |
| 204008     | 2003 UR21  | 20 out 2003 | Kingsnake        | J. V. McClusky  | —         | MPC                           |
| 204009     | 2003 UD27  | 23 out 2003 | Goodricke-Pigott | R. A. Tucker    | —         | MPC                           |
| 204010     | 2003 US27  | 22 out 2003 | Goodricke-Pigott | R. A. Tucker    | —         | MPC                           |
| 204011     | 2003 UX29  | 23 out 2003 | Goodricke-Pigott | R. A. Tucker    | —         | MPC                           |
| 204012     | 2003 UW35  | 16 out 2003 | Palomar          | NEAT            | —         | MPC                           |
| 204013     | 2003 UU38  | 27 out 2003 | Ondřejov         | P. Kušnirák     | —         | MPC                           |
| 204014     | 2003 UA39  | 16 out 2003 | Kitt Peak        | Spacewatch      | —         | MPC                           |
| 204015     | 2003 UK39  | 16 out 2003 | Kitt Peak        | Spacewatch      | —         | MPC                           |
| 204016     | 2003 UW41  | 17 out 2003 | Kitt Peak        | Spacewatch      | —         | MPC                           |
| 204017     | 2003 UM43  | 17 out 2003 | Kitt Peak        | Spacewatch      | —         | MPC                           |
| 204018     | 2003 UE51  | 18 out 2003 | Palomar          | NEAT            | —         | MPC                           |
| 204019     | 2003 UB61  | 16 out 2003 | Palomar          | NEAT            | —         | MPC                           |
| 204020     | 2003 UJ61  | 16 out 2003 | Anderson Mesa    | LONEOS          | —         | MPC                           |
| 204021     | 2003 UB64  | 16 out 2003 | Anderson Mesa    | LONEOS          | —         | MPC                           |
| 204022     | 2003 UE65  | 16 out 2003 | Palomar          | NEAT            | —         | MPC                           |
| 204023     | 2003 UX74  | 17 out 2003 | Anderson Mesa    | LONEOS          | —         | MPC                           |
| 204024     | 2003 UU77  | 17 out 2003 | Kitt Peak        | Spacewatch      | —         | MPC                           |
| 204025     | 2003 UA79  | 18 out 2003 | Kitt Peak        | Spacewatch      | —         | MPC                           |
| 204026     | 2003 UN85  | 18 out 2003 | Kitt Peak        | Spacewatch      | —         | MPC                           |
| 204027     | 2003 UJ88  | 19 out 2003 | Anderson Mesa    | LONEOS          | —         | MPC                           |
| 204028     | 2003 US88  | 19 out 2003 | Anderson Mesa    | LONEOS          | —         | MPC                           |
| 204029     | 2003 UK92  | 20 out 2003 | Palomar          | NEAT            | —         | MPC                           |
| 204030     | 2003 UU92  | 20 out 2003 | Palomar          | NEAT            | —         | MPC                           |
| 204031     | 2003 UP100 | 19 out 2003 | Haleakalā        | NEAT            | —         | MPC                           |
| 204032     | 2003 UO115 | 20 out 2003 | Palomar          | NEAT            | —         | MPC                           |
| 204033     | 2003 UF118 | 17 out 2003 | Anderson Mesa    | LONEOS          | —         | MPC                           |
| 204034     | 2003 UG131 | 19 out 2003 | Palomar          | NEAT            | Phocaea   | MPC                           |
| 204035     | 2003 UP133 | 20 out 2003 | Socorro          | LINEAR          | —         | MPC                           |
| 204036     | 2003 UX140 | 16 out 2003 | Palomar          | NEAT            | —         | MPC                           |
| 204037     | 2003 UE152 | 21 out 2003 | Kitt Peak        | Spacewatch      | —         | MPC                           |
| 204038     | 2003 UP152 | 21 out 2003 | Palomar          | NEAT            | —         | MPC                           |
| 204039     | 2003 UJ155 | 20 out 2003 | Socorro          | LINEAR          | —         | MPC                           |
| 204040     | 2003 UW158 | 20 out 2003 | Kitt Peak        | Spacewatch      | —         | MPC                           |
| 204041     | 2003 UE165 | 21 out 2003 | Palomar          | NEAT            | —         | MPC                           |
| 204042     | 2003 UY170 | 19 out 2003 | Kitt Peak        | Spacewatch      | —         | MPC                           |
| 204043     | 2003 UY177 | 21 out 2003 | Palomar          | NEAT            | —         | MPC                           |
| 204044     | 2003 UZ185 | 22 out 2003 | Socorro          | LINEAR          | —         | MPC                           |
| 204045     | 2003 UN194 | 20 out 2003 | Socorro          | LINEAR          | —         | MPC                           |
| 204046     | 2003 UG209 | 23 out 2003 | Anderson Mesa    | LONEOS          | —         | MPC                           |
| 204047     | 2003 UY212 | 23 out 2003 | Kitt Peak        | Spacewatch      | Brangane  | MPC                           |
| 204048     | 2003 UY220 | 22 out 2003 | Kitt Peak        | Spacewatch      | —         | MPC                           |
| 204049     | 2003 UV223 | 22 out 2003 | Socorro          | LINEAR          | —         | MPC                           |
| 204050     | 2003 UQ230 | 23 out 2003 | Kitt Peak        | Spacewatch      | —         | MPC                           |
| 204051     | 2003 UW230 | 24 out 2003 | Socorro          | LINEAR          | —         | MPC                           |
| 204052     | 2003 UK232 | 24 out 2003 | Socorro          | LINEAR          | —         | MPC                           |
| 204053     | 2003 UX236 | 23 out 2003 | Kitt Peak        | Spacewatch      | —         | MPC                           |
| 204054     | 2003 UG237 | 23 out 2003 | Haleakala        | NEAT            | —         | MPC                           |
| 204055     | 2003 UM237 | 23 out 2003 | Haleakala        | NEAT            | —         | MPC                           |
| 204056     | 2003 US245 | 24 out 2003 | Socorro          | LINEAR          | —         | MPC                           |
| 204057     | 2003 UK256 | 25 out 2003 | Socorro          | LINEAR          | —         | MPC                           |
| 204058     | 2003 UJ257 | 25 out 2003 | Socorro          | LINEAR          | —         | MPC                           |
| 204059     | 2003 UV261 | 26 out 2003 | Kitt Peak        | Spacewatch      | —         | MPC                           |
| 204060     | 2003 UA263 | 27 out 2003 | Kitt Peak        | Spacewatch      | —         | MPC                           |
| 204061     | 2003 UQ270 | 17 out 2003 | Palomar          | NEAT            | —         | MPC                           |
| 204062     | 2003 UX271 | 28 out 2003 | Socorro          | LINEAR          | —         | MPC                           |
| 204063     | 2003 US278 | 25 out 2003 | Socorro          | LINEAR          | —         | MPC                           |
| 204064     | 2003 UU290 | 23 out 2003 | Kitt Peak        | Spacewatch      | Eos       | MPC                           |
| 204065     | 2003 UQ295 | 16 out 2003 | Kitt Peak        | Spacewatch      | —         | MPC                           |
| 204066     | 2003 UY296 | 16 out 2003 | Kitt Peak        | Spacewatch      | —         | MPC                           |
| 204067     | 2003 UB300 | 16 out 2003 | Palomar          | NEAT            | —         | MPC                           |
| 204068     | 2003 UY307 | 18 out 2003 | Kitt Peak        | Spacewatch      | —         | MPC                           |
| 204069     | 2003 UR316 | 27 out 2003 | Kitt Peak        | Spacewatch      | —         | MPC                           |
| 204070     | 2003 UU336 | 18 out 2003 | Kitt Peak        | Spacewatch      | —         | MPC                           |
| 204071     | 2003 UG379 | 22 out 2003 | Apache Point     | SDSS            | —         | MPC                           |
| 204072     | 2003 US398 | 22 out 2003 | Apache Point     | SDSS            | —         | MPC                           |
| 204073     | 2003 VS7   | 15 nov 2003 | Kitt Peak        | Spacewatch      | —         | MPC                           |
| 204074     | 2003 VR11  | 1 nov 2003  | Socorro          | LINEAR          | —         | MPC                           |
| 204075     | 2003 WK    | 16 nov 2003 | Catalina         | CSS             | —         | MPC                           |
| 204076     | 2003 WX15  | 16 nov 2003 | Kitt Peak        | Spacewatch      | —         | MPC                           |
| 204077     | 2003 WK16  | 16 nov 2003 | Kitt Peak        | Spacewatch      | —         | MPC                           |
| 204078     | 2003 WX16  | 18 nov 2003 | Palomar          | NEAT            | —         | MPC                           |
| 204079     | 2003 WA19  | 19 nov 2003 | Socorro          | LINEAR          | —         | MPC                           |
| 204080     | 2003 WX26  | 16 nov 2003 | Kitt Peak        | Spacewatch      | —         | MPC                           |
| 204081     | 2003 WX27  | 16 nov 2003 | Kitt Peak        | Spacewatch      | —         | MPC                           |
| 204082     | 2003 WK32  | 18 nov 2003 | Kitt Peak        | Spacewatch      | —         | MPC                           |
| 204083     | 2003 WE34  | 19 nov 2003 | Kitt Peak        | Spacewatch      | —         | MPC                           |
| 204084     | 2003 WG39  | 19 nov 2003 | Kitt Peak        | Spacewatch      | Phocaea   | MPC                           |
| 204085     | 2003 WY47  | 18 nov 2003 | Kitt Peak        | Spacewatch      | —         | MPC                           |
| 204086     | 2003 WT53  | 20 nov 2003 | Socorro          | LINEAR          | —         | MPC                           |
| 204087     | 2003 WU54  | 20 nov 2003 | Socorro          | LINEAR          | —         | MPC                           |
| 204088     | 2003 WW57  | 18 nov 2003 | Kitt Peak        | Spacewatch      | —         | MPC                           |
| 204089     | 2003 WV59  | 18 nov 2003 | Kitt Peak        | Spacewatch      | —         | MPC                           |
| 204090     | 2003 WW63  | 19 nov 2003 | Kitt Peak        | Spacewatch      | Themis    | MPC                           |
| 204091     | 2003 WX69  | 19 nov 2003 | Kitt Peak        | Spacewatch      | —         | MPC                           |
| 204092     | 2003 WZ69  | 19 nov 2003 | Campo Imperatore | CINEOS          | —         | MPC                           |
| 204093     | 2003 WX70  | 20 nov 2003 | Socorro          | LINEAR          | —         | MPC                           |
| 204094     | 2003 WW77  | 20 nov 2003 | Catalina         | CSS             | —         | MPC                           |
| 204095     | 2003 WL79  | 20 nov 2003 | Socorro          | LINEAR          | —         | MPC                           |
| 204096     | 2003 WP79  | 20 nov 2003 | Socorro          | LINEAR          | —         | MPC                           |
| 204097     | 2003 WD80  | 20 nov 2003 | Socorro          | LINEAR          | —         | MPC                           |
| 204098     | 2003 WM86  | 21 nov 2003 | Socorro          | LINEAR          | —         | MPC                           |
| 204099     | 2003 WC99  | 20 nov 2003 | Socorro          | LINEAR          | Pallas    | MPC                           |
| 204100     | 2003 WO99  | 20 nov 2003 | Socorro          | LINEAR          | —         | MPC                           |

## 204101–204200
| Designação | Designação | Descoberta  | Descoberta       | Descobridor(es)           | Categoria | Mais informações / Referência |
| Permanente | Provisória | Data        | Local            | Descobridor(es)           | Categoria | Mais informações / Referência |
| ---------- | ---------- | ----------- | ---------------- | ------------------------- | --------- | ----------------------------- |
| 204101     | 2003 WW100 | 21 nov 2003 | Palomar          | NEAT                      | —         | MPC                           |
| 204102     | 2003 WG106 | 21 nov 2003 | Socorro          | LINEAR                    | —         | MPC                           |
| 204103     | 2003 WD108 | 20 nov 2003 | Socorro          | LINEAR                    | —         | MPC                           |
| 204104     | 2003 WN114 | 20 nov 2003 | Socorro          | LINEAR                    | —         | MPC                           |
| 204105     | 2003 WR114 | 20 nov 2003 | Socorro          | LINEAR                    | —         | MPC                           |
| 204106     | 2003 WB126 | 20 nov 2003 | Socorro          | LINEAR                    | —         | MPC                           |
| 204107     | 2003 WN129 | 21 nov 2003 | Socorro          | LINEAR                    | —         | MPC                           |
| 204108     | 2003 WJ135 | 21 nov 2003 | Socorro          | LINEAR                    | —         | MPC                           |
| 204109     | 2003 WV140 | 21 nov 2003 | Socorro          | LINEAR                    | —         | MPC                           |
| 204110     | 2003 WH142 | 21 nov 2003 | Socorro          | LINEAR                    | —         | MPC                           |
| 204111     | 2003 WL148 | 24 nov 2003 | Kitt Peak        | Spacewatch                | —         | MPC                           |
| 204112     | 2003 WT148 | 24 nov 2003 | Anderson Mesa    | LONEOS                    | —         | MPC                           |
| 204113     | 2003 WF154 | 26 nov 2003 | Socorro          | LINEAR                    | —         | MPC                           |
| 204114     | 2003 WW154 | 26 nov 2003 | Kitt Peak        | Spacewatch                | —         | MPC                           |
| 204115     | 2003 WA155 | 26 nov 2003 | Kitt Peak        | Spacewatch                | Eos       | MPC                           |
| 204116     | 2003 WQ156 | 29 nov 2003 | Socorro          | LINEAR                    | —         | MPC                           |
| 204117     | 2003 WJ157 | 24 nov 2003 | Socorro          | LINEAR                    | —         | MPC                           |
| 204118     | 2003 WW161 | 30 nov 2003 | Socorro          | LINEAR                    | —         | MPC                           |
| 204119     | 2003 WY163 | 30 nov 2003 | Kitt Peak        | Spacewatch                | —         | MPC                           |
| 204120     | 2003 WM166 | 24 nov 2003 | Socorro          | LINEAR                    | Juno      | MPC                           |
| 204121     | 2003 WB192 | 19 nov 2003 | Socorro          | LINEAR                    | —         | MPC                           |
| 204122     | 2003 XB7   | 3 dez 2003  | Socorro          | LINEAR                    | —         | MPC                           |
| 204123     | 2003 XU7   | 3 dez 2003  | Socorro          | LINEAR                    | Brangane  | MPC                           |
| 204124     | 2003 XY10  | 10 dez 2003 | Palomar          | NEAT                      | —         | MPC                           |
| 204125     | 2003 XN12  | 14 dez 2003 | Palomar          | NEAT                      | —         | MPC                           |
| 204126     | 2003 XF19  | 14 dez 2003 | Kitt Peak        | Spacewatch                | —         | MPC                           |
| 204127     | 2003 XM25  | 1 dez 2003  | Socorro          | LINEAR                    | Eos       | MPC                           |
| 204128     | 2003 XU28  | 1 dez 2003  | Kitt Peak        | Spacewatch                | —         | MPC                           |
| 204129     | 2003 XG37  | 3 dez 2003  | Socorro          | LINEAR                    | —         | MPC                           |
| 204130     | 2003 XH40  | 14 dez 2003 | Socorro          | LINEAR                    | —         | MPC                           |
| 204131     | 2003 YL    | 17 dez 2003 | Anderson Mesa    | LONEOS                    | —         | MPC                           |
| 204132     | 2003 YO9   | 17 dez 2003 | Kitt Peak        | Spacewatch                | —         | MPC                           |
| 204133     | 2003 YS19  | 17 dez 2003 | Kitt Peak        | Spacewatch                | Eos       | MPC                           |
| 204134     | 2003 YM26  | 18 dez 2003 | Kitt Peak        | Spacewatch                | —         | MPC                           |
| 204135     | 2003 YW29  | 17 dez 2003 | Palomar          | NEAT                      | —         | MPC                           |
| 204136     | 2003 YA35  | 18 dez 2003 | Catalina         | CSS                       | —         | MPC                           |
| 204137     | 2003 YV40  | 19 dez 2003 | Kitt Peak        | Spacewatch                | —         | MPC                           |
| 204138     | 2003 YU46  | 17 dez 2003 | Kitt Peak        | Spacewatch                | Brangane  | MPC                           |
| 204139     | 2003 YD48  | 18 dez 2003 | Socorro          | LINEAR                    | Maria     | MPC                           |
| 204140     | 2003 YE56  | 19 dez 2003 | Socorro          | LINEAR                    | —         | MPC                           |
| 204141     | 2003 YZ63  | 19 dez 2003 | Socorro          | LINEAR                    | —         | MPC                           |
| 204142     | 2003 YJ64  | 19 dez 2003 | Socorro          | LINEAR                    | —         | MPC                           |
| 204143     | 2003 YO68  | 19 dez 2003 | Socorro          | LINEAR                    | —         | MPC                           |
| 204144     | 2003 YH94  | 21 dez 2003 | Catalina         | CSS                       | —         | MPC                           |
| 204145     | 2003 YD104 | 21 dez 2003 | Socorro          | LINEAR                    | —         | MPC                           |
| 204146     | 2003 YH104 | 21 dez 2003 | Socorro          | LINEAR                    | —         | MPC                           |
| 204147     | 2003 YB110 | 23 dez 2003 | Socorro          | LINEAR                    | —         | MPC                           |
| 204148     | 2003 YF111 | 21 dez 2003 | Needville        | W. G. Dillon, M. Knewtson | —         | MPC                           |
| 204149     | 2003 YG113 | 23 dez 2003 | Socorro          | LINEAR                    | —         | MPC                           |
| 204150     | 2003 YV114 | 25 dez 2003 | Haleakala        | NEAT                      | —         | MPC                           |
| 204151     | 2003 YY127 | 27 dez 2003 | Socorro          | LINEAR                    | —         | MPC                           |
| 204152     | 2003 YZ138 | 27 dez 2003 | Kitt Peak        | Spacewatch                | —         | MPC                           |
| 204153     | 2003 YZ168 | 18 dez 2003 | Socorro          | LINEAR                    | —         | MPC                           |
| 204154     | 2003 YJ169 | 18 dez 2003 | Socorro          | LINEAR                    | —         | MPC                           |
| 204155     | 2003 YM171 | 18 dez 2003 | Kitt Peak        | Spacewatch                | Brangane  | MPC                           |
| 204156     | 2004 AD4   | 14 jan 2004 | Palomar          | NEAT                      | —         | MPC                           |
| 204157     | 2004 AA5   | 13 jan 2004 | Anderson Mesa    | LONEOS                    | —         | MPC                           |
| 204158     | 2004 AT13  | 13 jan 2004 | Kitt Peak        | Spacewatch                | —         | MPC                           |
| 204159     | 2004 AO15  | 15 jan 2004 | Kitt Peak        | Spacewatch                | —         | MPC                           |
| 204160     | 2004 BM5   | 16 jan 2004 | Kitt Peak        | Spacewatch                | —         | MPC                           |
| 204161     | 2004 BJ9   | 16 jan 2004 | Palomar          | NEAT                      | —         | MPC                           |
| 204162     | 2004 BX15  | 18 jan 2004 | Palomar          | NEAT                      | —         | MPC                           |
| 204163     | 2004 BH17  | 17 jan 2004 | Palomar          | NEAT                      | —         | MPC                           |
| 204164     | 2004 BW19  | 18 jan 2004 | Kitt Peak        | Spacewatch                | Brangane  | MPC                           |
| 204165     | 2004 BW25  | 20 jan 2004 | Socorro          | LINEAR                    | Maria     | MPC                           |
| 204166     | 2004 BT29  | 18 jan 2004 | Palomar          | NEAT                      | —         | MPC                           |
| 204167     | 2004 BP31  | 19 jan 2004 | Anderson Mesa    | LONEOS                    | —         | MPC                           |
| 204168     | 2004 BW31  | 19 jan 2004 | Anderson Mesa    | LONEOS                    | Ursula    | MPC                           |
| 204169     | 2004 BV32  | 19 jan 2004 | Kitt Peak        | Spacewatch                | —         | MPC                           |
| 204170     | 2004 BC33  | 19 jan 2004 | Kitt Peak        | Spacewatch                | —         | MPC                           |
| 204171     | 2004 BW33  | 19 jan 2004 | Kitt Peak        | Spacewatch                | —         | MPC                           |
| 204172     | 2004 BD35  | 19 jan 2004 | Kitt Peak        | Spacewatch                | —         | MPC                           |
| 204173     | 2004 BL35  | 19 jan 2004 | Kitt Peak        | Spacewatch                | —         | MPC                           |
| 204174     | 2004 BH37  | 19 jan 2004 | Kitt Peak        | Spacewatch                | —         | MPC                           |
| 204175     | 2004 BP40  | 21 jan 2004 | Socorro          | LINEAR                    | —         | MPC                           |
| 204176     | 2004 BP41  | 23 jan 2004 | Anderson Mesa    | LONEOS                    | —         | MPC                           |
| 204177     | 2004 BF44  | 22 jan 2004 | Socorro          | LINEAR                    | —         | MPC                           |
| 204178     | 2004 BO49  | 21 jan 2004 | Socorro          | LINEAR                    | —         | MPC                           |
| 204179     | 2004 BZ49  | 21 jan 2004 | Socorro          | LINEAR                    | —         | MPC                           |
| 204180     | 2004 BL51  | 21 jan 2004 | Socorro          | LINEAR                    | Brangane  | MPC                           |
| 204181     | 2004 BL52  | 21 jan 2004 | Socorro          | LINEAR                    | —         | MPC                           |
| 204182     | 2004 BZ52  | 22 jan 2004 | Socorro          | LINEAR                    | —         | MPC                           |
| 204183     | 2004 BL53  | 22 jan 2004 | Socorro          | LINEAR                    | —         | MPC                           |
| 204184     | 2004 BG54  | 22 jan 2004 | Socorro          | LINEAR                    | —         | MPC                           |
| 204185     | 2004 BX55  | 22 jan 2004 | Socorro          | LINEAR                    | —         | MPC                           |
| 204186     | 2004 BC56  | 23 jan 2004 | Anderson Mesa    | LONEOS                    | —         | MPC                           |
| 204187     | 2004 BN58  | 23 jan 2004 | Socorro          | LINEAR                    | —         | MPC                           |
| 204188     | 2004 BB65  | 22 jan 2004 | Socorro          | LINEAR                    | —         | MPC                           |
| 204189     | 2004 BL76  | 24 jan 2004 | Socorro          | LINEAR                    | —         | MPC                           |
| 204190     | 2004 BO77  | 22 jan 2004 | Socorro          | LINEAR                    | —         | MPC                           |
| 204191     | 2004 BW79  | 24 jan 2004 | Socorro          | LINEAR                    | Ursula    | MPC                           |
| 204192     | 2004 BX88  | 23 jan 2004 | Socorro          | LINEAR                    | —         | MPC                           |
| 204193     | 2004 BB90  | 23 jan 2004 | Socorro          | LINEAR                    | —         | MPC                           |
| 204194     | 2004 BE95  | 28 jan 2004 | Socorro          | LINEAR                    | —         | MPC                           |
| 204195     | 2004 BX103 | 23 jan 2004 | Socorro          | LINEAR                    | Juno      | MPC                           |
| 204196     | 2004 BU107 | 28 jan 2004 | Catalina         | CSS                       | —         | MPC                           |
| 204197     | 2004 BE121 | 31 jan 2004 | Campo Imperatore | CINEOS                    | —         | MPC                           |
| 204198     | 2004 BG137 | 19 jan 2004 | Kitt Peak        | Spacewatch                | —         | MPC                           |
| 204199     | 2004 BW143 | 19 jan 2004 | Kitt Peak        | Spacewatch                | —         | MPC                           |
| 204200     | 2004 BY147 | 16 jan 2004 | Palomar          | NEAT                      | —         | MPC                           |

## 204201–204300
| Designação | Designação | Descoberta  | Descoberta    | Descobridor(es)            | Categoria | Mais informações / Referência |
| Permanente | Provisória | Data        | Local         | Descobridor(es)            | Categoria | Mais informações / Referência |
| ---------- | ---------- | ----------- | ------------- | -------------------------- | --------- | ----------------------------- |
| 204201     | 2004 BS150 | 17 jan 2004 | Haleakala     | NEAT                       | —         | MPC                           |
| 204202     | 2004 CA    | 2 fev 2004  | Catalina      | CSS                        | Juno      | MPC                           |
| 204203     | 2004 CT5   | 10 fev 2004 | Catalina      | CSS                        | —         | MPC                           |
| 204204     | 2004 CP8   | 11 fev 2004 | Kitt Peak     | Spacewatch                 | —         | MPC                           |
| 204205     | 2004 CX9   | 11 fev 2004 | Catalina      | CSS                        | Brangane  | MPC                           |
| 204206     | 2004 CC14  | 11 fev 2004 | Anderson Mesa | LONEOS                     | —         | MPC                           |
| 204207     | 2004 CG17  | 11 fev 2004 | Kitt Peak     | Spacewatch                 | —         | MPC                           |
| 204208     | 2004 CL22  | 11 fev 2004 | Palomar       | NEAT                       | —         | MPC                           |
| 204209     | 2004 CO29  | 12 fev 2004 | Kitt Peak     | Spacewatch                 | —         | MPC                           |
| 204210     | 2004 CU42  | 11 fev 2004 | Kitt Peak     | Spacewatch                 | Ursula    | MPC                           |
| 204211     | 2004 CX42  | 11 fev 2004 | Anderson Mesa | LONEOS                     | —         | MPC                           |
| 204212     | 2004 CL44  | 13 fev 2004 | Kitt Peak     | Spacewatch                 | —         | MPC                           |
| 204213     | 2004 CH54  | 11 fev 2004 | Kitt Peak     | Spacewatch                 | —         | MPC                           |
| 204214     | 2004 CW58  | 10 fev 2004 | Palomar       | NEAT                       | Eos       | MPC                           |
| 204215     | 2004 CA67  | 15 fev 2004 | Socorro       | LINEAR                     | —         | MPC                           |
| 204216     | 2004 CM68  | 11 fev 2004 | Palomar       | NEAT                       | —         | MPC                           |
| 204217     | 2004 CB80  | 11 fev 2004 | Palomar       | NEAT                       | Ursula    | MPC                           |
| 204218     | 2004 CQ80  | 11 fev 2004 | Palomar       | NEAT                       | Brangane  | MPC                           |
| 204219     | 2004 CY82  | 12 fev 2004 | Palomar       | NEAT                       | —         | MPC                           |
| 204220     | 2004 CJ85  | 14 fev 2004 | Kitt Peak     | Spacewatch                 | —         | MPC                           |
| 204221     | 2004 CO85  | 14 fev 2004 | Kitt Peak     | Spacewatch                 | —         | MPC                           |
| 204222     | 2004 CF88  | 11 fev 2004 | Kitt Peak     | Spacewatch                 | —         | MPC                           |
| 204223     | 2004 CS90  | 12 fev 2004 | Palomar       | NEAT                       | Ursula    | MPC                           |
| 204224     | 2004 CZ92  | 15 fev 2004 | Socorro       | LINEAR                     | —         | MPC                           |
| 204225     | 2004 CX98  | 14 fev 2004 | Catalina      | CSS                        | —         | MPC                           |
| 204226     | 2004 CK102 | 12 fev 2004 | Palomar       | NEAT                       | —         | MPC                           |
| 204227     | 2004 CA113 | 13 fev 2004 | Anderson Mesa | LONEOS                     | —         | MPC                           |
| 204228     | 2004 CB114 | 13 fev 2004 | Anderson Mesa | LONEOS                     | —         | MPC                           |
| 204229     | 2004 CD116 | 11 fev 2004 | Kitt Peak     | Spacewatch                 | —         | MPC                           |
| 204230     | 2004 CV128 | 14 fev 2004 | Kitt Peak     | Spacewatch                 | —         | MPC                           |
| 204231     | 2004 CC129 | 14 fev 2004 | Kitt Peak     | Spacewatch                 | —         | MPC                           |
| 204232     | 2004 DG2   | 19 fev 2004 | Socorro       | LINEAR                     | —         | MPC                           |
| 204233     | 2004 DA7   | 16 fev 2004 | Kitt Peak     | Spacewatch                 | —         | MPC                           |
| 204234     | 2004 DZ17  | 18 fev 2004 | Socorro       | LINEAR                     | —         | MPC                           |
| 204235     | 2004 DQ30  | 17 fev 2004 | Socorro       | LINEAR                     | —         | MPC                           |
| 204236     | 2004 DB33  | 18 fev 2004 | Socorro       | LINEAR                     | —         | MPC                           |
| 204237     | 2004 DR33  | 18 fev 2004 | Socorro       | LINEAR                     | —         | MPC                           |
| 204238     | 2004 DS33  | 18 fev 2004 | Socorro       | LINEAR                     | —         | MPC                           |
| 204239     | 2004 DS39  | 23 fev 2004 | Socorro       | LINEAR                     | —         | MPC                           |
| 204240     | 2004 DL42  | 19 fev 2004 | Socorro       | LINEAR                     | Eos       | MPC                           |
| 204241     | 2004 DU48  | 19 fev 2004 | Socorro       | LINEAR                     | —         | MPC                           |
| 204242     | 2004 DV48  | 19 fev 2004 | Socorro       | LINEAR                     | —         | MPC                           |
| 204243     | 2004 DH50  | 22 fev 2004 | Kitt Peak     | Spacewatch                 | —         | MPC                           |
| 204244     | 2004 DN54  | 22 fev 2004 | Kitt Peak     | Spacewatch                 | —         | MPC                           |
| 204245     | 2004 DT54  | 22 fev 2004 | Kitt Peak     | Spacewatch                 | —         | MPC                           |
| 204246     | 2004 DQ56  | 22 fev 2004 | Kitt Peak     | Spacewatch                 | —         | MPC                           |
| 204247     | 2004 DC58  | 23 fev 2004 | Socorro       | LINEAR                     | —         | MPC                           |
| 204248     | 2004 EG1   | 14 mar 2004 | Socorro       | LINEAR                     | Juno      | MPC                           |
| 204249     | 2004 EU4   | 11 mar 2004 | Palomar       | NEAT                       | —         | MPC                           |
| 204250     | 2004 EH26  | 14 mar 2004 | Kitt Peak     | Spacewatch                 | —         | MPC                           |
| 204251     | 2004 EQ28  | 15 mar 2004 | Kitt Peak     | Spacewatch                 | —         | MPC                           |
| 204252     | 2004 EA38  | 14 mar 2004 | Palomar       | NEAT                       | —         | MPC                           |
| 204253     | 2004 EB39  | 14 mar 2004 | Palomar       | NEAT                       | —         | MPC                           |
| 204254     | 2004 ET54  | 14 mar 2004 | Palomar       | NEAT                       | —         | MPC                           |
| 204255     | 2004 EB57  | 15 mar 2004 | Palomar       | NEAT                       | —         | MPC                           |
| 204256     | 2004 EW68  | 15 mar 2004 | Socorro       | LINEAR                     | —         | MPC                           |
| 204257     | 2004 EL74  | 13 mar 2004 | Palomar       | NEAT                       | —         | MPC                           |
| 204258     | 2004 EL84  | 15 mar 2004 | Catalina      | CSS                        | —         | MPC                           |
| 204259     | 2004 EZ84  | 15 mar 2004 | Catalina      | CSS                        | Ursula    | MPC                           |
| 204260     | 2004 FA1   | 17 mar 2004 | Mount Graham  | W. H. Ryan, C. T. Martinez | —         | MPC                           |
| 204261     | 2004 FH16  | 26 mar 2004 | Socorro       | LINEAR                     | —         | MPC                           |
| 204262     | 2004 FZ21  | 16 mar 2004 | Socorro       | LINEAR                     | —         | MPC                           |
| 204263     | 2004 FG30  | 19 mar 2004 | Catalina      | CSS                        | —         | MPC                           |
| 204264     | 2004 FL31  | 17 mar 2004 | Palomar       | NEAT                       | Juno      | MPC                           |
| 204265     | 2004 FG32  | 30 mar 2004 | Socorro       | LINEAR                     | —         | MPC                           |
| 204266     | 2004 FC33  | 16 mar 2004 | Catalina      | CSS                        | —         | MPC                           |
| 204267     | 2004 FD38  | 17 mar 2004 | Socorro       | LINEAR                     | —         | MPC                           |
| 204268     | 2004 FZ48  | 18 mar 2004 | Socorro       | LINEAR                     | —         | MPC                           |
| 204269     | 2004 FQ83  | 18 mar 2004 | Catalina      | CSS                        | —         | MPC                           |
| 204270     | 2004 FJ92  | 18 mar 2004 | Socorro       | LINEAR                     | —         | MPC                           |
| 204271     | 2004 FP102 | 22 mar 2004 | Socorro       | LINEAR                     | —         | MPC                           |
| 204272     | 2004 FV119 | 23 mar 2004 | Socorro       | LINEAR                     | —         | MPC                           |
| 204273     | 2004 FP130 | 22 mar 2004 | Anderson Mesa | LONEOS                     | —         | MPC                           |
| 204274     | 2004 FL142 | 27 mar 2004 | Socorro       | LINEAR                     | —         | MPC                           |
| 204275     | 2004 FD144 | 29 mar 2004 | Catalina      | CSS                        | —         | MPC                           |
| 204276     | 2004 FU145 | 30 mar 2004 | Kitt Peak     | Spacewatch                 | —         | MPC                           |
| 204277     | 2004 GJ19  | 14 abr 2004 | Socorro       | LINEAR                     | —         | MPC                           |
| 204278     | 2004 HG1   | 17 abr 2004 | Socorro       | LINEAR                     | Juno      | MPC                           |
| 204279     | 2004 HV5   | 17 abr 2004 | Socorro       | LINEAR                     | —         | MPC                           |
| 204280     | 2004 HJ34  | 17 abr 2004 | Socorro       | LINEAR                     | —         | MPC                           |
| 204281     | 2004 HL50  | 23 abr 2004 | Catalina      | CSS                        | —         | MPC                           |
| 204282     | 2004 KR16  | 27 mai 2004 | Kitt Peak     | Spacewatch                 | —         | MPC                           |
| 204283     | 2004 LY8   | 12 jun 2004 | Catalina      | CSS                        | —         | MPC                           |
| 204284     | 2004 LX14  | 11 jun 2004 | Palomar       | NEAT                       | —         | MPC                           |
| 204285     | 2004 LM23  | 15 jun 2004 | Socorro       | LINEAR                     | —         | MPC                           |
| 204286     | 2004 ME1   | 16 jun 2004 | Socorro       | LINEAR                     | —         | MPC                           |
| 204287     | 2004 NK13  | 11 jul 2004 | Socorro       | LINEAR                     | —         | MPC                           |
| 204288     | 2004 OH5   | 16 jul 2004 | Socorro       | LINEAR                     | —         | MPC                           |
| 204289     | 2004 PP3   | 3 ago 2004  | Siding Spring | SSS                        | —         | MPC                           |
| 204290     | 2004 PV21  | 8 ago 2004  | Palomar       | NEAT                       | —         | MPC                           |
| 204291     | 2004 PH27  | 8 ago 2004  | Reedy Creek   | J. Broughton               | —         | MPC                           |
| 204292     | 2004 PR33  | 8 ago 2004  | Anderson Mesa | LONEOS                     | —         | MPC                           |
| 204293     | 2004 PD34  | 8 ago 2004  | Anderson Mesa | LONEOS                     | —         | MPC                           |
| 204294     | 2004 PA39  | 9 ago 2004  | Socorro       | LINEAR                     | —         | MPC                           |
| 204295     | 2004 PO45  | 7 ago 2004  | Palomar       | NEAT                       | —         | MPC                           |
| 204296     | 2004 PT61  | 9 ago 2004  | Socorro       | LINEAR                     | —         | MPC                           |
| 204297     | 2004 PV61  | 9 ago 2004  | Socorro       | LINEAR                     | —         | MPC                           |
| 204298     | 2004 PR63  | 10 ago 2004 | Socorro       | LINEAR                     | —         | MPC                           |
| 204299     | 2004 PM72  | 8 ago 2004  | Socorro       | LINEAR                     | —         | MPC                           |
| 204300     | 2004 PT79  | 9 ago 2004  | Anderson Mesa | LONEOS                     | —         | MPC                           |

## 204301–204400
| Designação            | Designação | Descoberta  | Descoberta        | Descobridor(es) | Categoria | Mais informações / Referência |
| Permanente            | Provisória | Data        | Local             | Descobridor(es) | Categoria | Mais informações / Referência |
| --------------------- | ---------- | ----------- | ----------------- | --------------- | --------- | ----------------------------- |
| 204301                | 2004 PU84  | 10 ago 2004 | Socorro           | LINEAR          | Mitidika  | MPC                           |
| 204302                | 2004 PG85  | 10 ago 2004 | Socorro           | LINEAR          | —         | MPC                           |
| 204303                | 2004 PK88  | 11 ago 2004 | Socorro           | LINEAR          | —         | MPC                           |
| 204304                | 2004 PW90  | 10 ago 2004 | Socorro           | LINEAR          | —         | MPC                           |
| 204305                | 2004 PM91  | 11 ago 2004 | Socorro           | LINEAR          | —         | MPC                           |
| 204306                | 2004 PE98  | 15 ago 2004 | Reedy Creek       | J. Broughton    | —         | MPC                           |
| 204307                | 2004 PG99  | 9 ago 2004  | Socorro           | LINEAR          | —         | MPC                           |
| 204308                | 2004 PN100 | 12 ago 2004 | Socorro           | LINEAR          | —         | MPC                           |
| 204309                | 2004 RQ3   | 4 set 2004  | Palomar           | NEAT            | —         | MPC                           |
| 204310                | 2004 RX20  | 7 set 2004  | Kitt Peak         | Spacewatch      | —         | MPC                           |
| 204311                | 2004 RH29  | 7 set 2004  | Socorro           | LINEAR          | —         | MPC                           |
| 204312                | 2004 RG30  | 7 set 2004  | Socorro           | LINEAR          | —         | MPC                           |
| 204313                | 2004 RL32  | 7 set 2004  | Socorro           | LINEAR          | —         | MPC                           |
| 204314                | 2004 RA33  | 7 set 2004  | Socorro           | LINEAR          | —         | MPC                           |
| 204315                | 2004 RN34  | 7 set 2004  | Socorro           | LINEAR          | —         | MPC                           |
| 204316                | 2004 RX46  | 8 set 2004  | Socorro           | LINEAR          | —         | MPC                           |
| 204317                | 2004 RB53  | 8 set 2004  | Socorro           | LINEAR          | Mitidika  | MPC                           |
| 204318                | 2004 RM66  | 8 set 2004  | Socorro           | LINEAR          | —         | MPC                           |
| 204319                | 2004 RU66  | 8 set 2004  | Socorro           | LINEAR          | —         | MPC                           |
| 204320                | 2004 RN75  | 8 set 2004  | Socorro           | LINEAR          | Chloris   | MPC                           |
| 204321                | 2004 RC81  | 8 set 2004  | Socorro           | LINEAR          | —         | MPC                           |
| 204322                | 2004 RP81  | 8 set 2004  | Socorro           | LINEAR          | —         | MPC                           |
| 204323                | 2004 RL82  | 9 set 2004  | Socorro           | LINEAR          | —         | MPC                           |
| 204324                | 2004 RU88  | 8 set 2004  | Socorro           | LINEAR          | —         | MPC                           |
| 204325                | 2004 RE101 | 8 set 2004  | Socorro           | LINEAR          | —         | MPC                           |
| 204326                | 2004 RY105 | 8 set 2004  | Palomar           | NEAT            | —         | MPC                           |
| 204327                | 2004 RN106 | 8 set 2004  | Palomar           | NEAT            | —         | MPC                           |
| 204328                | 2004 RF132 | 7 set 2004  | Kitt Peak         | Spacewatch      | —         | MPC                           |
| 204329                | 2004 RJ175 | 10 set 2004 | Socorro           | LINEAR          | —         | MPC                           |
| 204330                | 2004 RC183 | 10 set 2004 | Socorro           | LINEAR          | —         | MPC                           |
| 204331                | 2004 RU186 | 10 set 2004 | Socorro           | LINEAR          | —         | MPC                           |
| 204332                | 2004 RJ211 | 11 set 2004 | Socorro           | LINEAR          | —         | MPC                           |
| 204333                | 2004 RD228 | 9 set 2004  | Kitt Peak         | Spacewatch      | —         | MPC                           |
| 204334                | 2004 RW233 | 9 set 2004  | Kitt Peak         | Spacewatch      | —         | MPC                           |
| 204335                | 2004 RM234 | 10 set 2004 | Socorro           | LINEAR          | —         | MPC                           |
| 204336                | 2004 RD236 | 10 set 2004 | Socorro           | LINEAR          | —         | MPC                           |
| 204337                | 2004 RJ251 | 14 set 2004 | Palomar           | NEAT            | —         | MPC                           |
| 204338                | 2004 RF253 | 15 set 2004 | Three Buttes      | G. R. Jones     | —         | MPC                           |
| 204339                | 2004 RX254 | 6 set 2004  | Palomar           | NEAT            | —         | MPC                           |
| 204340                | 2004 RX287 | 15 set 2004 | 7300 Observatory  | W. K. Y. Yeung  | —         | MPC                           |
| 204341                | 2004 RH315 | 15 set 2004 | Kitt Peak         | Spacewatch      | Mitidika  | MPC                           |
| 204342                | 2004 RB316 | 7 set 2004  | Bergisch Gladbach | W. Bickel       | —         | MPC                           |
| 204343                | 2004 RU319 | 13 set 2004 | Socorro           | LINEAR          | —         | MPC                           |
| 204344                | 2004 RF324 | 13 set 2004 | Socorro           | LINEAR          | —         | MPC                           |
| 204345                | 2004 RD325 | 13 set 2004 | Socorro           | LINEAR          | —         | MPC                           |
| 204346                | 2004 RR339 | 8 set 2004  | Socorro           | LINEAR          | —         | MPC                           |
| 204347                | 2004 RG341 | 11 set 2004 | Socorro           | LINEAR          | —         | MPC                           |
| 204348                | 2004 RX345 | 8 set 2004  | Socorro           | LINEAR          | —         | MPC                           |
| 204349                | 2004 SF23  | 17 set 2004 | Kitt Peak         | Spacewatch      | —         | MPC                           |
| 204350                | 2004 SR29  | 17 set 2004 | Socorro           | LINEAR          | —         | MPC                           |
| 204351                | 2004 SG39  | 17 set 2004 | Socorro           | LINEAR          | —         | MPC                           |
| 204352                | 2004 SV39  | 17 set 2004 | Socorro           | LINEAR          | Mitidika  | MPC                           |
| 204353                | 2004 SB47  | 18 set 2004 | Socorro           | LINEAR          | —         | MPC                           |
| 204354                | 2004 SR53  | 22 set 2004 | Socorro           | LINEAR          | —         | MPC                           |
| 204355                | 2004 TH6   | 2 out 2004  | Palomar           | NEAT            | —         | MPC                           |
| 204356                | 2004 TP6   | 3 out 2004  | Palomar           | NEAT            | —         | MPC                           |
| 204357                | 2004 TS6   | 3 out 2004  | Palomar           | NEAT            | —         | MPC                           |
| 204358                | 2004 TC9   | 4 out 2004  | Anderson Mesa     | LONEOS          | —         | MPC                           |
| 204359                | 2004 TM9   | 6 out 2004  | Yamagata          | Yamagata Obs.   | —         | MPC                           |
| 204360                | 2004 TX14  | 5 out 2004  | Goodricke-Pigott  | R. A. Tucker    | —         | MPC                           |
| 204361                | 2004 TB30  | 4 out 2004  | Kitt Peak         | Spacewatch      | —         | MPC                           |
| 204362                | 2004 TW33  | 4 out 2004  | Anderson Mesa     | LONEOS          | —         | MPC                           |
| 204363                | 2004 TS34  | 4 out 2004  | Anderson Mesa     | LONEOS          | —         | MPC                           |
| 204364                | 2004 TE36  | 4 out 2004  | Anderson Mesa     | LONEOS          | —         | MPC                           |
| 204365                | 2004 TP37  | 4 out 2004  | Kitt Peak         | Spacewatch      | —         | MPC                           |
| 204366                | 2004 TK44  | 4 out 2004  | Kitt Peak         | Spacewatch      | Phocaea   | MPC                           |
| 204367                | 2004 TA57  | 5 out 2004  | Kitt Peak         | Spacewatch      | Mitidika  | MPC                           |
| 204368                | 2004 TT68  | 5 out 2004  | Anderson Mesa     | LONEOS          | —         | MPC                           |
| 204369                | 2004 TD69  | 5 out 2004  | Anderson Mesa     | LONEOS          | —         | MPC                           |
| 204370 Ferdinandvaněk | 2004 TH70  | 5 out 2004  | Kleť              | KLENOT          | —         | MPC                           |
| 204371                | 2004 TE75  | 6 out 2004  | Kitt Peak         | Spacewatch      | Mitidika  | MPC                           |
| 204372                | 2004 TG79  | 4 out 2004  | Anderson Mesa     | LONEOS          | —         | MPC                           |
| 204373                | 2004 TP93  | 5 out 2004  | Kitt Peak         | Spacewatch      | —         | MPC                           |
| 204374                | 2004 TT94  | 5 out 2004  | Kitt Peak         | Spacewatch      | Chloris   | MPC                           |
| 204375                | 2004 TY94  | 5 out 2004  | Kitt Peak         | Spacewatch      | —         | MPC                           |
| 204376                | 2004 TV103 | 7 out 2004  | Anderson Mesa     | LONEOS          | —         | MPC                           |
| 204377                | 2004 TG108 | 7 out 2004  | Socorro           | LINEAR          | —         | MPC                           |
| 204378                | 2004 TL115 | 9 out 2004  | Anderson Mesa     | LONEOS          | —         | MPC                           |
| 204379                | 2004 TB121 | 6 out 2004  | Palomar           | NEAT            | —         | MPC                           |
| 204380                | 2004 TR121 | 7 out 2004  | Anderson Mesa     | LONEOS          | —         | MPC                           |
| 204381                | 2004 TO122 | 7 out 2004  | Anderson Mesa     | LONEOS          | —         | MPC                           |
| 204382                | 2004 TU125 | 7 out 2004  | Socorro           | LINEAR          | —         | MPC                           |
| 204383                | 2004 TG126 | 7 out 2004  | Socorro           | LINEAR          | —         | MPC                           |
| 204384                | 2004 TW127 | 7 out 2004  | Socorro           | LINEAR          | —         | MPC                           |
| 204385                | 2004 TL131 | 7 out 2004  | Anderson Mesa     | LONEOS          | —         | MPC                           |
| 204386                | 2004 TK143 | 4 out 2004  | Kitt Peak         | Spacewatch      | —         | MPC                           |
| 204387                | 2004 TR143 | 4 out 2004  | Kitt Peak         | Spacewatch      | —         | MPC                           |
| 204388                | 2004 TV143 | 4 out 2004  | Kitt Peak         | Spacewatch      | —         | MPC                           |
| 204389                | 2004 TN147 | 6 out 2004  | Kitt Peak         | Spacewatch      | —         | MPC                           |
| 204390                | 2004 TV183 | 7 out 2004  | Kitt Peak         | Spacewatch      | —         | MPC                           |
| 204391                | 2004 TX221 | 7 out 2004  | Socorro           | LINEAR          | —         | MPC                           |
| 204392                | 2004 TY246 | 7 out 2004  | Socorro           | LINEAR          | —         | MPC                           |
| 204393                | 2004 TY263 | 9 out 2004  | Kitt Peak         | Spacewatch      | —         | MPC                           |
| 204394                | 2004 TG269 | 9 out 2004  | Kitt Peak         | Spacewatch      | —         | MPC                           |
| 204395                | 2004 TE275 | 9 out 2004  | Kitt Peak         | Spacewatch      | —         | MPC                           |
| 204396                | 2004 TE281 | 10 out 2004 | Kitt Peak         | Spacewatch      | —         | MPC                           |
| 204397                | 2004 TY287 | 9 out 2004  | Kitt Peak         | Spacewatch      | —         | MPC                           |
| 204398                | 2004 TE296 | 10 out 2004 | Kitt Peak         | Spacewatch      | —         | MPC                           |
| 204399                | 2004 TT296 | 10 out 2004 | Kitt Peak         | Spacewatch      | —         | MPC                           |
| 204400                | 2004 TX296 | 10 out 2004 | Kitt Peak         | Spacewatch      | —         | MPC                           |

## 204401–204500
| Designação | Designação | Descoberta  | Descoberta       | Descobridor(es)        | Categoria | Mais informações / Referência |
| Permanente | Provisória | Data        | Local            | Descobridor(es)        | Categoria | Mais informações / Referência |
| ---------- | ---------- | ----------- | ---------------- | ---------------------- | --------- | ----------------------------- |
| 204401     | 2004 TS329 | 9 out 2004  | Kitt Peak        | Spacewatch             | —         | MPC                           |
| 204402     | 2004 UU9   | 19 out 2004 | Socorro          | LINEAR                 | —         | MPC                           |
| 204403     | 2004 VT    | 2 nov 2004  | Anderson Mesa    | LONEOS                 | —         | MPC                           |
| 204404     | 2004 VJ2   | 3 nov 2004  | Palomar          | NEAT                   | —         | MPC                           |
| 204405     | 2004 VQ3   | 3 nov 2004  | Kitt Peak        | Spacewatch             | —         | MPC                           |
| 204406     | 2004 VA4   | 3 nov 2004  | Palomar          | NEAT                   | —         | MPC                           |
| 204407     | 2004 VT8   | 3 nov 2004  | Anderson Mesa    | LONEOS                 | —         | MPC                           |
| 204408     | 2004 VT14  | 4 nov 2004  | Catalina         | CSS                    | —         | MPC                           |
| 204409     | 2004 VL15  | 4 nov 2004  | Needville        | J. Dellinger, D. Wells | —         | MPC                           |
| 204410     | 2004 VP31  | 3 nov 2004  | Kitt Peak        | Spacewatch             | —         | MPC                           |
| 204411     | 2004 VB34  | 3 nov 2004  | Kitt Peak        | Spacewatch             | —         | MPC                           |
| 204412     | 2004 VS39  | 4 nov 2004  | Kitt Peak        | Spacewatch             | —         | MPC                           |
| 204413     | 2004 VH42  | 4 nov 2004  | Kitt Peak        | Spacewatch             | —         | MPC                           |
| 204414     | 2004 VP44  | 4 nov 2004  | Kitt Peak        | Spacewatch             | —         | MPC                           |
| 204415     | 2004 VP51  | 4 nov 2004  | Kitt Peak        | Spacewatch             | —         | MPC                           |
| 204416     | 2004 VC53  | 5 nov 2004  | Campo Imperatore | CINEOS                 | —         | MPC                           |
| 204417     | 2004 VT56  | 4 nov 2004  | Catalina         | CSS                    | —         | MPC                           |
| 204418     | 2004 VR57  | 7 nov 2004  | Socorro          | LINEAR                 | —         | MPC                           |
| 204419     | 2004 VU61  | 5 nov 2004  | Campo Imperatore | CINEOS                 | —         | MPC                           |
| 204420     | 2004 VX62  | 7 nov 2004  | Socorro          | LINEAR                 | —         | MPC                           |
| 204421     | 2004 VF63  | 10 nov 2004 | Kitt Peak        | Spacewatch             | —         | MPC                           |
| 204422     | 2004 VC69  | 10 nov 2004 | Kitt Peak        | Spacewatch             | —         | MPC                           |
| 204423     | 2004 VP74  | 15 nov 2004 | Cordell-Lorenz   | D. T. Durig            | —         | MPC                           |
| 204424     | 2004 VR74  | 12 nov 2004 | Catalina         | CSS                    | —         | MPC                           |
| 204425     | 2004 WM3   | 17 nov 2004 | Campo Imperatore | CINEOS                 | Mitidika  | MPC                           |
| 204426     | 2004 WC7   | 19 nov 2004 | Socorro          | LINEAR                 | —         | MPC                           |
| 204427     | 2004 XC10  | 2 dez 2004  | Palomar          | NEAT                   | —         | MPC                           |
| 204428     | 2004 XN13  | 8 dez 2004  | Socorro          | LINEAR                 | —         | MPC                           |
| 204429     | 2004 XF17  | 3 dez 2004  | Kitt Peak        | Spacewatch             | —         | MPC                           |
| 204430     | 2004 XA19  | 8 dez 2004  | Socorro          | LINEAR                 | —         | MPC                           |
| 204431     | 2004 XW28  | 10 dez 2004 | Kitt Peak        | Spacewatch             | —         | MPC                           |
| 204432     | 2004 XN41  | 11 dez 2004 | Campo Imperatore | CINEOS                 | —         | MPC                           |
| 204433     | 2004 XV44  | 11 dez 2004 | Campo Imperatore | CINEOS                 | —         | MPC                           |
| 204434     | 2004 XN48  | 10 dez 2004 | Kitt Peak        | Spacewatch             | —         | MPC                           |
| 204435     | 2004 XB49  | 11 dez 2004 | Socorro          | LINEAR                 | —         | MPC                           |
| 204436     | 2004 XL59  | 11 dez 2004 | Kitt Peak        | Spacewatch             | —         | MPC                           |
| 204437     | 2004 XC69  | 9 dez 2004  | Jarnac           | Jarnac Obs.            | —         | MPC                           |
| 204438     | 2004 XY76  | 10 dez 2004 | Socorro          | LINEAR                 | —         | MPC                           |
| 204439     | 2004 XT81  | 10 dez 2004 | Kitt Peak        | Spacewatch             | —         | MPC                           |
| 204440     | 2004 XP85  | 12 dez 2004 | Catalina         | CSS                    | —         | MPC                           |
| 204441     | 2004 XJ88  | 10 dez 2004 | Socorro          | LINEAR                 | —         | MPC                           |
| 204442     | 2004 XW106 | 11 dez 2004 | Socorro          | LINEAR                 | —         | MPC                           |
| 204443     | 2004 XB108 | 11 dez 2004 | Socorro          | LINEAR                 | —         | MPC                           |
| 204444     | 2004 XG108 | 11 dez 2004 | Socorro          | LINEAR                 | —         | MPC                           |
| 204445     | 2004 XA119 | 12 dez 2004 | Kitt Peak        | Spacewatch             | —         | MPC                           |
| 204446     | 2004 XP119 | 12 dez 2004 | Kitt Peak        | Spacewatch             | —         | MPC                           |
| 204447     | 2004 XP122 | 9 dez 2004  | Kitt Peak        | Spacewatch             | —         | MPC                           |
| 204448     | 2004 XY122 | 10 dez 2004 | Socorro          | LINEAR                 | —         | MPC                           |
| 204449     | 2004 XC132 | 11 dez 2004 | Socorro          | LINEAR                 | —         | MPC                           |
| 204450     | 2004 XJ137 | 15 dez 2004 | Socorro          | LINEAR                 | —         | MPC                           |
| 204451     | 2004 XA140 | 13 dez 2004 | Kitt Peak        | Spacewatch             | —         | MPC                           |
| 204452     | 2004 XO143 | 9 dez 2004  | Kitt Peak        | Spacewatch             | —         | MPC                           |
| 204453     | 2004 XD155 | 15 dez 2004 | Kitt Peak        | Spacewatch             | —         | MPC                           |
| 204454     | 2004 XH171 | 10 dez 2004 | Kitt Peak        | Spacewatch             | —         | MPC                           |
| 204455     | 2004 YJ6   | 18 dez 2004 | Mount Lemmon     | Mount Lemmon Survey    | —         | MPC                           |
| 204456     | 2004 YJ13  | 18 dez 2004 | Mount Lemmon     | Mount Lemmon Survey    | Mitidika  | MPC                           |
| 204457     | 2004 YM13  | 18 dez 2004 | Mount Lemmon     | Mount Lemmon Survey    | —         | MPC                           |
| 204458     | 2004 YT14  | 18 dez 2004 | Mount Lemmon     | Mount Lemmon Survey    | Flora     | MPC                           |
| 204459     | 2004 YB15  | 18 dez 2004 | Mount Lemmon     | Mount Lemmon Survey    | —         | MPC                           |
| 204460     | 2004 YV17  | 18 dez 2004 | Mount Lemmon     | Mount Lemmon Survey    | —         | MPC                           |
| 204461     | 2004 YR25  | 18 dez 2004 | Mount Lemmon     | Mount Lemmon Survey    | —         | MPC                           |
| 204462     | 2004 YA30  | 16 dez 2004 | Kitt Peak        | Spacewatch             | —         | MPC                           |
| 204463     | 2005 AL14  | 7 jan 2005  | Socorro          | LINEAR                 | —         | MPC                           |
| 204464     | 2005 AR18  | 8 jan 2005  | Socorro          | LINEAR                 | —         | MPC                           |
| 204465     | 2005 AX20  | 6 jan 2005  | Socorro          | LINEAR                 | —         | MPC                           |
| 204466     | 2005 AE22  | 6 jan 2005  | Socorro          | LINEAR                 | —         | MPC                           |
| 204467     | 2005 AH24  | 7 jan 2005  | Catalina         | CSS                    | —         | MPC                           |
| 204468     | 2005 AE25  | 8 jan 2005  | Campo Imperatore | CINEOS                 | —         | MPC                           |
| 204469     | 2005 AZ25  | 11 jan 2005 | Socorro          | LINEAR                 | —         | MPC                           |
| 204470     | 2005 AU26  | 13 jan 2005 | Catalina         | CSS                    | —         | MPC                           |
| 204471     | 2005 AV31  | 11 jan 2005 | Socorro          | LINEAR                 | —         | MPC                           |
| 204472     | 2005 AK32  | 11 jan 2005 | Socorro          | LINEAR                 | —         | MPC                           |
| 204473     | 2005 AD36  | 13 jan 2005 | Socorro          | LINEAR                 | —         | MPC                           |
| 204474     | 2005 AV38  | 13 jan 2005 | Catalina         | CSS                    | —         | MPC                           |
| 204475     | 2005 AC40  | 15 jan 2005 | Socorro          | LINEAR                 | —         | MPC                           |
| 204476     | 2005 AG47  | 13 jan 2005 | Kitt Peak        | Spacewatch             | —         | MPC                           |
| 204477     | 2005 AF48  | 13 jan 2005 | Kitt Peak        | Spacewatch             | —         | MPC                           |
| 204478     | 2005 AS54  | 15 jan 2005 | Catalina         | CSS                    | —         | MPC                           |
| 204479     | 2005 AW54  | 15 jan 2005 | Socorro          | LINEAR                 | —         | MPC                           |
| 204480     | 2005 AP57  | 15 jan 2005 | Catalina         | CSS                    | Koronis   | MPC                           |
| 204481     | 2005 AS61  | 15 jan 2005 | Kitt Peak        | Spacewatch             | Eos       | MPC                           |
| 204482     | 2005 AM67  | 13 jan 2005 | RAS              | A. Lowe                | —         | MPC                           |
| 204483     | 2005 AZ67  | 13 jan 2005 | Kitt Peak        | Spacewatch             | —         | MPC                           |
| 204484     | 2005 AB76  | 15 jan 2005 | Anderson Mesa    | LONEOS                 | —         | MPC                           |
| 204485     | 2005 AU77  | 15 jan 2005 | Kitt Peak        | Spacewatch             | —         | MPC                           |
| 204486     | 2005 AE78  | 15 jan 2005 | Kitt Peak        | Spacewatch             | —         | MPC                           |
| 204487     | 2005 BJ4   | 16 jan 2005 | Kitt Peak        | Spacewatch             | —         | MPC                           |
| 204488     | 2005 BB10  | 16 jan 2005 | Socorro          | LINEAR                 | —         | MPC                           |
| 204489     | 2005 BL13  | 17 jan 2005 | Kitt Peak        | Spacewatch             | —         | MPC                           |
| 204490     | 2005 BO22  | 16 jan 2005 | Kitt Peak        | Spacewatch             | —         | MPC                           |
| 204491     | 2005 BR28  | 31 jan 2005 | Palomar          | NEAT                   | —         | MPC                           |
| 204492     | 2005 BG29  | 31 jan 2005 | Goodricke-Pigott | R. A. Tucker           | —         | MPC                           |
| 204493     | 2005 CJ1   | 1 fev 2005  | Catalina         | CSS                    | —         | MPC                           |
| 204494     | 2005 CN2   | 1 fev 2005  | Catalina         | CSS                    | —         | MPC                           |
| 204495     | 2005 CC3   | 1 fev 2005  | Catalina         | CSS                    | —         | MPC                           |
| 204496     | 2005 CH4   | 1 fev 2005  | Kitt Peak        | Spacewatch             | —         | MPC                           |
| 204497     | 2005 CP16  | 2 fev 2005  | Socorro          | LINEAR                 | —         | MPC                           |
| 204498     | 2005 CM19  | 2 fev 2005  | Catalina         | CSS                    | —         | MPC                           |
| 204499     | 2005 CB27  | 1 fev 2005  | Kitt Peak        | Spacewatch             | —         | MPC                           |
| 204500     | 2005 CK27  | 2 fev 2005  | Socorro          | LINEAR                 | —         | MPC                           |

## 204501–204600
| Designação | Designação | Descoberta  | Descoberta       | Descobridor(es)      | Categoria | Mais informações / Referência |
| Permanente | Provisória | Data        | Local            | Descobridor(es)      | Categoria | Mais informações / Referência |
| ---------- | ---------- | ----------- | ---------------- | -------------------- | --------- | ----------------------------- |
| 204501     | 2005 CK31  | 1 fev 2005  | Kitt Peak        | Spacewatch           | —         | MPC                           |
| 204502     | 2005 CE36  | 3 fev 2005  | Socorro          | LINEAR               | —         | MPC                           |
| 204503     | 2005 CB37  | 6 fev 2005  | Palomar          | NEAT                 | —         | MPC                           |
| 204504     | 2005 CR45  | 2 fev 2005  | Kitt Peak        | Spacewatch           | —         | MPC                           |
| 204505     | 2005 CE48  | 2 fev 2005  | Kitt Peak        | Spacewatch           | —         | MPC                           |
| 204506     | 2005 CR56  | 9 fev 2005  | Socorro          | LINEAR               | —         | MPC                           |
| 204507     | 2005 CE65  | 9 fev 2005  | Mount Lemmon     | Mount Lemmon Survey  | —         | MPC                           |
| 204508     | 2005 CW70  | 1 fev 2005  | Kitt Peak        | Spacewatch           | Phocaea   | MPC                           |
| 204509     | 2005 CN71  | 1 fev 2005  | Kitt Peak        | Spacewatch           | —         | MPC                           |
| 204510     | 2005 CS76  | 4 fev 2005  | Mount Lemmon     | Mount Lemmon Survey  | —         | MPC                           |
| 204511     | 2005 CP79  | 1 fev 2005  | Catalina         | CSS                  | —         | MPC                           |
| 204512     | 2005 EF1   | 2 mar 2005  | Great Shefford   | P. Birtwhistle       | —         | MPC                           |
| 204513     | 2005 EN7   | 1 mar 2005  | Kitt Peak        | Spacewatch           | —         | MPC                           |
| 204514     | 2005 EF17  | 3 mar 2005  | Kitt Peak        | Spacewatch           | —         | MPC                           |
| 204515     | 2005 EF19  | 3 mar 2005  | Kitt Peak        | Spacewatch           | —         | MPC                           |
| 204516     | 2005 EH21  | 3 mar 2005  | Catalina         | CSS                  | Eos       | MPC                           |
| 204517     | 2005 EL21  | 3 mar 2005  | Catalina         | CSS                  | —         | MPC                           |
| 204518     | 2005 EM25  | 3 mar 2005  | Catalina         | CSS                  | —         | MPC                           |
| 204519     | 2005 EE28  | 3 mar 2005  | Catalina         | CSS                  | Eos       | MPC                           |
| 204520     | 2005 ER33  | 3 mar 2005  | Catalina         | CSS                  | —         | MPC                           |
| 204521     | 2005 EQ50  | 3 mar 2005  | Catalina         | CSS                  | —         | MPC                           |
| 204522     | 2005 EQ53  | 4 mar 2005  | Kitt Peak        | Spacewatch           | —         | MPC                           |
| 204523     | 2005 EG66  | 4 mar 2005  | Catalina         | CSS                  | —         | MPC                           |
| 204524     | 2005 EN74  | 3 mar 2005  | Catalina         | CSS                  | —         | MPC                           |
| 204525     | 2005 EW79  | 3 mar 2005  | Catalina         | CSS                  | —         | MPC                           |
| 204526     | 2005 EC86  | 4 mar 2005  | Socorro          | LINEAR               | —         | MPC                           |
| 204527     | 2005 EH86  | 4 mar 2005  | Socorro          | LINEAR               | —         | MPC                           |
| 204528     | 2005 EP87  | 4 mar 2005  | Mount Lemmon     | Mount Lemmon Survey  | —         | MPC                           |
| 204529     | 2005 EF90  | 8 mar 2005  | Anderson Mesa    | LONEOS               | —         | MPC                           |
| 204530     | 2005 EE102 | 3 mar 2005  | Catalina         | CSS                  | Ursula    | MPC                           |
| 204531     | 2005 EC104 | 4 mar 2005  | Kitt Peak        | Spacewatch           | —         | MPC                           |
| 204532     | 2005 EY110 | 4 mar 2005  | Catalina         | CSS                  | —         | MPC                           |
| 204533     | 2005 EQ115 | 4 mar 2005  | Socorro          | LINEAR               | Ursula    | MPC                           |
| 204534     | 2005 EP118 | 7 mar 2005  | Socorro          | LINEAR               | —         | MPC                           |
| 204535     | 2005 EC136 | 9 mar 2005  | Anderson Mesa    | LONEOS               | —         | MPC                           |
| 204536     | 2005 ET139 | 9 mar 2005  | Mount Lemmon     | Mount Lemmon Survey  | —         | MPC                           |
| 204537     | 2005 EM141 | 10 mar 2005 | Mount Lemmon     | Mount Lemmon Survey  | —         | MPC                           |
| 204538     | 2005 EE145 | 10 mar 2005 | Mount Lemmon     | Mount Lemmon Survey  | —         | MPC                           |
| 204539     | 2005 EW146 | 10 mar 2005 | Mount Lemmon     | Mount Lemmon Survey  | —         | MPC                           |
| 204540     | 2005 EW157 | 9 mar 2005  | Mount Lemmon     | Mount Lemmon Survey  | —         | MPC                           |
| 204541     | 2005 EF170 | 11 mar 2005 | Kitt Peak        | Spacewatch           | —         | MPC                           |
| 204542     | 2005 EP170 | 7 mar 2005  | Socorro          | LINEAR               | —         | MPC                           |
| 204543     | 2005 EU182 | 9 mar 2005  | Socorro          | LINEAR               | —         | MPC                           |
| 204544     | 2005 EZ183 | 9 mar 2005  | Mount Lemmon     | Mount Lemmon Survey  | —         | MPC                           |
| 204545     | 2005 ER186 | 10 mar 2005 | Mount Lemmon     | Mount Lemmon Survey  | —         | MPC                           |
| 204546     | 2005 EW187 | 10 mar 2005 | Mount Lemmon     | Mount Lemmon Survey  | —         | MPC                           |
| 204547     | 2005 EV188 | 10 mar 2005 | Mount Lemmon     | Mount Lemmon Survey  | —         | MPC                           |
| 204548     | 2005 EP189 | 11 mar 2005 | Anderson Mesa    | LONEOS               | —         | MPC                           |
| 204549     | 2005 ER191 | 11 mar 2005 | Mount Lemmon     | Mount Lemmon Survey  | —         | MPC                           |
| 204550     | 2005 EE193 | 11 mar 2005 | Mount Lemmon     | Mount Lemmon Survey  | —         | MPC                           |
| 204551     | 2005 EU194 | 11 mar 2005 | Mount Lemmon     | Mount Lemmon Survey  | —         | MPC                           |
| 204552     | 2005 EV194 | 11 mar 2005 | Mount Lemmon     | Mount Lemmon Survey  | —         | MPC                           |
| 204553     | 2005 ED218 | 9 mar 2005  | Kitt Peak        | Spacewatch           | Ursula    | MPC                           |
| 204554     | 2005 ES222 | 8 mar 2005  | Socorro          | LINEAR               | —         | MPC                           |
| 204555     | 2005 EY249 | 14 mar 2005 | Mount Lemmon     | Mount Lemmon Survey  | —         | MPC                           |
| 204556     | 2005 EA261 | 12 mar 2005 | Socorro          | LINEAR               | —         | MPC                           |
| 204557     | 2005 EQ262 | 13 mar 2005 | Kitt Peak        | Spacewatch           | —         | MPC                           |
| 204558     | 2005 EP264 | 13 mar 2005 | Kitt Peak        | Spacewatch           | —         | MPC                           |
| 204559     | 2005 EG265 | 13 mar 2005 | Kitt Peak        | Spacewatch           | —         | MPC                           |
| 204560     | 2005 EY274 | 8 mar 2005  | Anderson Mesa    | LONEOS               | —         | MPC                           |
| 204561     | 2005 EY276 | 8 mar 2005  | Mount Lemmon     | Mount Lemmon Survey  | —         | MPC                           |
| 204562     | 2005 EQ277 | 9 mar 2005  | Catalina         | CSS                  | —         | MPC                           |
| 204563     | 2005 EO281 | 10 mar 2005 | Anderson Mesa    | LONEOS               | —         | MPC                           |
| 204564     | 2005 EQ281 | 10 mar 2005 | Catalina         | CSS                  | —         | MPC                           |
| 204565     | 2005 EF290 | 9 mar 2005  | Mount Lemmon     | Mount Lemmon Survey  | —         | MPC                           |
| 204566     | 2005 EL299 | 11 mar 2005 | Kitt Peak        | M. W. Buie           | —         | MPC                           |
| 204567     | 2005 ER304 | 11 mar 2005 | Kitt Peak        | M. W. Buie           | —         | MPC                           |
| 204568     | 2005 EK309 | 9 mar 2005  | Mount Lemmon     | Mount Lemmon Survey  | —         | MPC                           |
| 204569     | 2005 EV311 | 10 mar 2005 | Mount Lemmon     | Mount Lemmon Survey  | —         | MPC                           |
| 204570     | 2005 EA317 | 12 mar 2005 | Kitt Peak        | M. W. Buie           | —         | MPC                           |
| 204571     | 2005 EX317 | 9 mar 2005  | Calvin-Rehoboth  | Calvin–Rehoboth Obs. | —         | MPC                           |
| 204572     | 2005 EM323 | 1 mar 2005  | Kitt Peak        | Spacewatch           | —         | MPC                           |
| 204573     | 2005 EF327 | 12 mar 2005 | Kitt Peak        | Spacewatch           | —         | MPC                           |
| 204574     | 2005 FC4   | 18 mar 2005 | Socorro          | LINEAR               | —         | MPC                           |
| 204575     | 2005 FS7   | 30 mar 2005 | Catalina         | CSS                  | —         | MPC                           |
| 204576     | 2005 GN9   | 3 abr 2005  | Kleť             | Kleť Obs.            | —         | MPC                           |
| 204577     | 2005 GC11  | 1 abr 2005  | Anderson Mesa    | LONEOS               | —         | MPC                           |
| 204578     | 2005 GX12  | 1 abr 2005  | Anderson Mesa    | LONEOS               | —         | MPC                           |
| 204579     | 2005 GV23  | 1 abr 2005  | Anderson Mesa    | LONEOS               | —         | MPC                           |
| 204580     | 2005 GV27  | 3 abr 2005  | Palomar          | NEAT                 | —         | MPC                           |
| 204581     | 2005 GE35  | 2 abr 2005  | Anderson Mesa    | LONEOS               | —         | MPC                           |
| 204582     | 2005 GG43  | 5 abr 2005  | Palomar          | NEAT                 | Brangane  | MPC                           |
| 204583     | 2005 GD44  | 5 abr 2005  | Anderson Mesa    | LONEOS               | Ursula    | MPC                           |
| 204584     | 2005 GE46  | 5 abr 2005  | Mount Lemmon     | Mount Lemmon Survey  | —         | MPC                           |
| 204585     | 2005 GP57  | 6 abr 2005  | Mount Lemmon     | Mount Lemmon Survey  | —         | MPC                           |
| 204586     | 2005 GQ58  | 1 abr 2005  | Kitt Peak        | Spacewatch           | —         | MPC                           |
| 204587     | 2005 GQ67  | 2 abr 2005  | Mount Lemmon     | Mount Lemmon Survey  | —         | MPC                           |
| 204588     | 2005 GE70  | 4 abr 2005  | Kitt Peak        | Spacewatch           | —         | MPC                           |
| 204589     | 2005 GF74  | 4 abr 2005  | Catalina         | CSS                  | —         | MPC                           |
| 204590     | 2005 GB90  | 6 abr 2005  | Campo Imperatore | CINEOS               | —         | MPC                           |
| 204591     | 2005 GB104 | 9 abr 2005  | Siding Spring    | SSS                  | —         | MPC                           |
| 204592     | 2005 GC107 | 10 abr 2005 | Mount Lemmon     | Mount Lemmon Survey  | —         | MPC                           |
| 204593     | 2005 GH113 | 8 abr 2005  | Socorro          | LINEAR               | —         | MPC                           |
| 204594     | 2005 GJ113 | 8 abr 2005  | Socorro          | LINEAR               | —         | MPC                           |
| 204595     | 2005 GA122 | 6 abr 2005  | Mount Lemmon     | Mount Lemmon Survey  | —         | MPC                           |
| 204596     | 2005 GA137 | 10 abr 2005 | Kitt Peak        | Spacewatch           | Ursula    | MPC                           |
| 204597     | 2005 GO146 | 11 abr 2005 | Kitt Peak        | Spacewatch           | —         | MPC                           |
| 204598     | 2005 GP157 | 11 abr 2005 | Socorro          | LINEAR               | —         | MPC                           |
| 204599     | 2005 GA158 | 12 abr 2005 | Kitt Peak        | Spacewatch           | —         | MPC                           |
| 204600     | 2005 GJ171 | 12 abr 2005 | Mount Lemmon     | Mount Lemmon Survey  | —         | MPC                           |

## 204601–204700
| Designação | Designação | Descoberta  | Descoberta        | Descobridor(es)     | Categoria | Mais informações / Referência |
| Permanente | Provisória | Data        | Local             | Descobridor(es)     | Categoria | Mais informações / Referência |
| ---------- | ---------- | ----------- | ----------------- | ------------------- | --------- | ----------------------------- |
| 204601     | 2005 GJ179 | 13 abr 2005 | Catalina          | CSS                 | —         | MPC                           |
| 204602     | 2005 GC205 | 11 abr 2005 | Kitt Peak         | M. W. Buie          | —         | MPC                           |
| 204603     | 2005 JW3   | 2 mai 2005  | Kitt Peak         | Spacewatch          | —         | MPC                           |
| 204604     | 2005 JZ4   | 4 mai 2005  | Kitt Peak         | Spacewatch          | —         | MPC                           |
| 204605     | 2005 JG14  | 1 mai 2005  | Palomar           | NEAT                | —         | MPC                           |
| 204606     | 2005 JB19  | 4 mai 2005  | Mount Lemmon      | Mount Lemmon Survey | —         | MPC                           |
| 204607     | 2005 JA29  | 3 mai 2005  | Kitt Peak         | Spacewatch          | —         | MPC                           |
| 204608     | 2005 JB43  | 8 mai 2005  | Mount Lemmon      | Mount Lemmon Survey | —         | MPC                           |
| 204609     | 2005 JO46  | 3 mai 2005  | Kitt Peak         | Spacewatch          | —         | MPC                           |
| 204610     | 2005 JQ73  | 8 mai 2005  | Kitt Peak         | Spacewatch          | —         | MPC                           |
| 204611     | 2005 JN109 | 11 mai 2005 | Cordell-Lorenz    | D. T. Durig         | —         | MPC                           |
| 204612     | 2005 JE124 | 11 mai 2005 | Anderson Mesa     | LONEOS              | —         | MPC                           |
| 204613     | 2005 JU137 | 13 mai 2005 | Mount Lemmon      | Mount Lemmon Survey | —         | MPC                           |
| 204614     | 2005 JC146 | 13 mai 2005 | Mount Lemmon      | Mount Lemmon Survey | —         | MPC                           |
| 204615     | 2005 JM156 | 4 mai 2005  | Mount Lemmon      | Mount Lemmon Survey | —         | MPC                           |
| 204616     | 2005 KB12  | 31 mai 2005 | Catalina          | CSS                 | —         | MPC                           |
| 204617     | 2005 LB5   | 1 jun 2005  | Kitt Peak         | Spacewatch          | Brangane  | MPC                           |
| 204618     | 2005 LL10  | 3 jun 2005  | Kitt Peak         | Spacewatch          | —         | MPC                           |
| 204619     | 2005 LB37  | 13 jun 2005 | Bergisch Gladbach | W. Bickel           | Vesta     | MPC                           |
| 204620     | 2005 LD38  | 11 jun 2005 | Kitt Peak         | Spacewatch          | —         | MPC                           |
| 204621     | 2005 LU49  | 11 jun 2005 | Catalina          | CSS                 | —         | MPC                           |
| 204622     | 2005 MD8   | 27 jun 2005 | Kitt Peak         | Spacewatch          | Juno      | MPC                           |
| 204623     | 2005 ML23  | 24 jun 2005 | Palomar           | NEAT                | —         | MPC                           |
| 204624     | 2005 PF21  | 1 ago 2005  | Siding Spring     | SSS                 | —         | MPC                           |
| 204625     | 2005 RH34  | 15 set 2005 | Catalina          | CSS                 | —         | MPC                           |
| 204626     | 2005 SF10  | 26 set 2005 | Socorro           | LINEAR              | Juno      | MPC                           |
| 204627     | 2005 WK54  | 21 nov 2005 | Kitt Peak         | Spacewatch          | —         | MPC                           |
| 204628     | 2005 WK102 | 29 nov 2005 | Mount Lemmon      | Mount Lemmon Survey | —         | MPC                           |
| 204629     | 2005 XF38  | 4 dez 2005  | Kitt Peak         | Spacewatch          | —         | MPC                           |
| 204630     | 2005 XW57  | 1 dez 2005  | Kitt Peak         | Spacewatch          | —         | MPC                           |
| 204631     | 2005 XH64  | 6 dez 2005  | Kitt Peak         | Spacewatch          | —         | MPC                           |
| 204632     | 2005 XY114 | 1 dez 2005  | Kitt Peak         | M. W. Buie          | Mitidika  | MPC                           |
| 204633     | 2005 YD65  | 25 dez 2005 | Kitt Peak         | Spacewatch          | —         | MPC                           |
| 204634     | 2005 YB73  | 24 dez 2005 | Kitt Peak         | Spacewatch          | —         | MPC                           |
| 204635     | 2005 YC131 | 25 dez 2005 | Mount Lemmon      | Mount Lemmon Survey | —         | MPC                           |
| 204636     | 2005 YW201 | 24 dez 2005 | Kitt Peak         | Spacewatch          | —         | MPC                           |
| 204637     | 2005 YG208 | 29 dez 2005 | Catalina          | CSS                 | —         | MPC                           |
| 204638     | 2006 AV4   | 2 jan 2006  | Catalina          | CSS                 | —         | MPC                           |
| 204639     | 2006 AD17  | 5 jan 2006  | Kitt Peak         | Spacewatch          | —         | MPC                           |
| 204640     | 2006 AS20  | 5 jan 2006  | Catalina          | CSS                 | —         | MPC                           |
| 204641     | 2006 AX86  | 9 jan 2006  | Mount Lemmon      | Mount Lemmon Survey | —         | MPC                           |
| 204642     | 2006 AA94  | 8 jan 2006  | Kitt Peak         | Spacewatch          | Mitidika  | MPC                           |
| 204643     | 2006 BZ18  | 22 jan 2006 | Anderson Mesa     | LONEOS              | —         | MPC                           |
| 204644     | 2006 BK32  | 20 jan 2006 | Kitt Peak         | Spacewatch          | —         | MPC                           |
| 204645     | 2006 BE38  | 23 jan 2006 | Kitt Peak         | Spacewatch          | —         | MPC                           |
| 204646     | 2006 BK54  | 25 jan 2006 | Kitt Peak         | Spacewatch          | Mitidika  | MPC                           |
| 204647     | 2006 BY57  | 23 jan 2006 | Mount Lemmon      | Mount Lemmon Survey | —         | MPC                           |
| 204648     | 2006 BB65  | 22 jan 2006 | Mount Lemmon      | Mount Lemmon Survey | —         | MPC                           |
| 204649     | 2006 BT79  | 23 jan 2006 | Kitt Peak         | Spacewatch          | —         | MPC                           |
| 204650     | 2006 BN99  | 29 jan 2006 | Jarnac            | Jarnac Obs.         | —         | MPC                           |
| 204651     | 2006 BW123 | 26 jan 2006 | Kitt Peak         | Spacewatch          | —         | MPC                           |
| 204652     | 2006 BO125 | 26 jan 2006 | Kitt Peak         | Spacewatch          | —         | MPC                           |
| 204653     | 2006 BF158 | 25 jan 2006 | Kitt Peak         | Spacewatch          | —         | MPC                           |
| 204654     | 2006 BJ161 | 26 jan 2006 | Kitt Peak         | Spacewatch          | —         | MPC                           |
| 204655     | 2006 BJ193 | 30 jan 2006 | Kitt Peak         | Spacewatch          | —         | MPC                           |
| 204656     | 2006 BU248 | 31 jan 2006 | Kitt Peak         | Spacewatch          | Mitidika  | MPC                           |
| 204657     | 2006 BO262 | 31 jan 2006 | Kitt Peak         | Spacewatch          | —         | MPC                           |
| 204658     | 2006 BK265 | 31 jan 2006 | Kitt Peak         | Spacewatch          | —         | MPC                           |
| 204659     | 2006 CB18  | 1 fev 2006  | Kitt Peak         | Spacewatch          | —         | MPC                           |
| 204660     | 2006 CV18  | 1 fev 2006  | Kitt Peak         | Spacewatch          | —         | MPC                           |
| 204661     | 2006 CU21  | 1 fev 2006  | Kitt Peak         | Spacewatch          | —         | MPC                           |
| 204662     | 2006 CA22  | 1 fev 2006  | Kitt Peak         | Spacewatch          | —         | MPC                           |
| 204663     | 2006 CM62  | 11 fev 2006 | Anderson Mesa     | LONEOS              | —         | MPC                           |
| 204664     | 2006 DA4   | 20 fev 2006 | Catalina          | CSS                 | —         | MPC                           |
| 204665     | 2006 DB4   | 20 fev 2006 | Catalina          | CSS                 | —         | MPC                           |
| 204666     | 2006 DB6   | 20 fev 2006 | Catalina          | CSS                 | —         | MPC                           |
| 204667     | 2006 DP9   | 21 fev 2006 | Catalina          | CSS                 | —         | MPC                           |
| 204668     | 2006 DP15  | 20 fev 2006 | Kitt Peak         | Spacewatch          | —         | MPC                           |
| 204669     | 2006 DP20  | 20 fev 2006 | Catalina          | CSS                 | —         | MPC                           |
| 204670     | 2006 DC24  | 20 fev 2006 | Kitt Peak         | Spacewatch          | —         | MPC                           |
| 204671     | 2006 DG31  | 20 fev 2006 | Mount Lemmon      | Mount Lemmon Survey | —         | MPC                           |
| 204672     | 2006 DJ32  | 20 fev 2006 | Mount Lemmon      | Mount Lemmon Survey | Mitidika  | MPC                           |
| 204673     | 2006 DO33  | 20 fev 2006 | Kitt Peak         | Spacewatch          | —         | MPC                           |
| 204674     | 2006 DQ57  | 24 fev 2006 | Mount Lemmon      | Mount Lemmon Survey | —         | MPC                           |
| 204675     | 2006 DE72  | 22 fev 2006 | Catalina          | CSS                 | —         | MPC                           |
| 204676     | 2006 DL76  | 24 fev 2006 | Kitt Peak         | Spacewatch          | —         | MPC                           |
| 204677     | 2006 DQ76  | 24 fev 2006 | Kitt Peak         | Spacewatch          | —         | MPC                           |
| 204678     | 2006 DH81  | 24 fev 2006 | Kitt Peak         | Spacewatch          | —         | MPC                           |
| 204679     | 2006 DU84  | 24 fev 2006 | Kitt Peak         | Spacewatch          | —         | MPC                           |
| 204680     | 2006 DF96  | 24 fev 2006 | Kitt Peak         | Spacewatch          | —         | MPC                           |
| 204681     | 2006 DQ110 | 25 fev 2006 | Kitt Peak         | Spacewatch          | —         | MPC                           |
| 204682     | 2006 DF115 | 27 fev 2006 | Kitt Peak         | Spacewatch          | —         | MPC                           |
| 204683     | 2006 DJ152 | 25 fev 2006 | Kitt Peak         | Spacewatch          | —         | MPC                           |
| 204684     | 2006 DF164 | 27 fev 2006 | Mount Lemmon      | Mount Lemmon Survey | —         | MPC                           |
| 204685     | 2006 DF166 | 27 fev 2006 | Kitt Peak         | Spacewatch          | —         | MPC                           |
| 204686     | 2006 DT183 | 27 fev 2006 | Kitt Peak         | Spacewatch          | —         | MPC                           |
| 204687     | 2006 DD190 | 27 fev 2006 | Kitt Peak         | Spacewatch          | —         | MPC                           |
| 204688     | 2006 DM199 | 23 fev 2006 | Anderson Mesa     | LONEOS              | —         | MPC                           |
| 204689     | 2006 DO206 | 25 fev 2006 | Kitt Peak         | Spacewatch          | —         | MPC                           |
| 204690     | 2006 DC210 | 20 fev 2006 | Kitt Peak         | Spacewatch          | —         | MPC                           |
| 204691     | 2006 DC215 | 27 fev 2006 | Mount Lemmon      | Mount Lemmon Survey | —         | MPC                           |
| 204692     | 2006 ET    | 4 mar 2006  | Goodricke-Pigott  | R. A. Tucker        | —         | MPC                           |
| 204693     | 2006 EM1   | 2 mar 2006  | Nyukasa           | Mount Nyukasa Stn.  | —         | MPC                           |
| 204694     | 2006 EL2   | 3 mar 2006  | Nyukasa           | Mount Nyukasa Stn.  | —         | MPC                           |
| 204695     | 2006 ER7   | 2 mar 2006  | Kitt Peak         | Spacewatch          | —         | MPC                           |
| 204696     | 2006 EW11  | 2 mar 2006  | Kitt Peak         | Spacewatch          | Mitidika  | MPC                           |
| 204697     | 2006 EX16  | 2 mar 2006  | Mount Lemmon      | Mount Lemmon Survey | —         | MPC                           |
| 204698     | 2006 EB18  | 2 mar 2006  | Mount Lemmon      | Mount Lemmon Survey | Mitidika  | MPC                           |
| 204699     | 2006 EO45  | 3 mar 2006  | Nyukasa           | Mount Nyukasa Stn.  | —         | MPC                           |
| 204700     | 2006 EB55  | 5 mar 2006  | Kitt Peak         | Spacewatch          | —         | MPC                           |

## 204701–204800
| Designação       | Designação | Descoberta  | Descoberta        | Descobridor(es)         | Categoria | Mais informações / Referência |
| Permanente       | Provisória | Data        | Local             | Descobridor(es)         | Categoria | Mais informações / Referência |
| ---------------- | ---------- | ----------- | ----------------- | ----------------------- | --------- | ----------------------------- |
| 204701           | 2006 EM65  | 5 mar 2006  | Kitt Peak         | Spacewatch              | —         | MPC                           |
| 204702 Péquignat | 2006 FN9   | 19 mar 2006 | Vicques           | M. Ory                  | —         | MPC                           |
| 204703           | 2006 FD24  | 24 mar 2006 | Kitt Peak         | Spacewatch              | —         | MPC                           |
| 204704           | 2006 FD36  | 24 mar 2006 | Socorro           | LINEAR                  | —         | MPC                           |
| 204705           | 2006 FY37  | 30 mar 2006 | Nyukasa           | A. Nakanishi, F. Futaba | —         | MPC                           |
| 204706           | 2006 FC47  | 23 mar 2006 | Catalina          | CSS                     | —         | MPC                           |
| 204707           | 2006 FB52  | 26 mar 2006 | Anderson Mesa     | LONEOS                  | —         | MPC                           |
| 204708           | 2006 FG52  | 26 mar 2006 | Siding Spring     | SSS                     | Pallas    | MPC                           |
| 204709           | 2006 FN54  | 25 mar 2006 | Kitt Peak         | Spacewatch              | —         | MPC                           |
| 204710 Gaoxing   | 2006 GE    | 1 abr 2006  | Lulin Observatory | H.-C. Lin, Q.-z. Ye     | —         | MPC                           |
| 204711 Luojialun | 2006 GN    | 1 abr 2006  | Lulin Observatory | H.-C. Lin, Q.-z. Ye     | —         | MPC                           |
| 204712           | 2006 GP13  | 2 abr 2006  | Kitt Peak         | Spacewatch              | —         | MPC                           |
| 204713           | 2006 GM14  | 2 abr 2006  | Kitt Peak         | Spacewatch              | —         | MPC                           |
| 204714           | 2006 GR19  | 2 abr 2006  | Kitt Peak         | Spacewatch              | —         | MPC                           |
| 204715           | 2006 GZ22  | 2 abr 2006  | Kitt Peak         | Spacewatch              | —         | MPC                           |
| 204716           | 2006 GV23  | 2 abr 2006  | Kitt Peak         | Spacewatch              | —         | MPC                           |
| 204717           | 2006 GQ25  | 2 abr 2006  | Kitt Peak         | Spacewatch              | —         | MPC                           |
| 204718           | 2006 GR38  | 6 abr 2006  | Catalina          | CSS                     | Phocaea   | MPC                           |
| 204719           | 2006 GD40  | 6 abr 2006  | Socorro           | LINEAR                  | —         | MPC                           |
| 204720           | 2006 GH41  | 7 abr 2006  | Catalina          | CSS                     | —         | MPC                           |
| 204721           | 2006 GN43  | 2 abr 2006  | Kitt Peak         | Spacewatch              | —         | MPC                           |
| 204722           | 2006 HK2   | 18 abr 2006 | Palomar           | NEAT                    | —         | MPC                           |
| 204723           | 2006 HO2   | 18 abr 2006 | Kitt Peak         | Spacewatch              | —         | MPC                           |
| 204724           | 2006 HU7   | 20 abr 2006 | Catalina          | CSS                     | —         | MPC                           |
| 204725           | 2006 HK11  | 19 abr 2006 | Kitt Peak         | Spacewatch              | —         | MPC                           |
| 204726           | 2006 HF25  | 20 abr 2006 | Kitt Peak         | Spacewatch              | —         | MPC                           |
| 204727           | 2006 HT26  | 20 abr 2006 | Kitt Peak         | Spacewatch              | —         | MPC                           |
| 204728           | 2006 HP35  | 19 abr 2006 | Catalina          | CSS                     | —         | MPC                           |
| 204729           | 2006 HR39  | 21 abr 2006 | Catalina          | CSS                     | Phocaea   | MPC                           |
| 204730           | 2006 HZ39  | 21 abr 2006 | Kitt Peak         | Spacewatch              | —         | MPC                           |
| 204731           | 2006 HK43  | 24 abr 2006 | Mount Lemmon      | Mount Lemmon Survey     | —         | MPC                           |
| 204732           | 2006 HH49  | 25 abr 2006 | Kitt Peak         | Spacewatch              | —         | MPC                           |
| 204733           | 2006 HP63  | 24 abr 2006 | Kitt Peak         | Spacewatch              | —         | MPC                           |
| 204734           | 2006 HY66  | 24 abr 2006 | Kitt Peak         | Spacewatch              | —         | MPC                           |
| 204735           | 2006 HX67  | 24 abr 2006 | Mount Lemmon      | Mount Lemmon Survey     | Themis    | MPC                           |
| 204736           | 2006 HF72  | 25 abr 2006 | Kitt Peak         | Spacewatch              | —         | MPC                           |
| 204737           | 2006 HC74  | 25 abr 2006 | Kitt Peak         | Spacewatch              | —         | MPC                           |
| 204738           | 2006 HW83  | 26 abr 2006 | Kitt Peak         | Spacewatch              | —         | MPC                           |
| 204739           | 2006 HA85  | 26 abr 2006 | Kitt Peak         | Spacewatch              | —         | MPC                           |
| 204740           | 2006 HB87  | 29 abr 2006 | Siding Spring     | SSS                     | —         | MPC                           |
| 204741           | 2006 HQ88  | 30 abr 2006 | Catalina          | CSS                     | —         | MPC                           |
| 204742           | 2006 HD100 | 30 abr 2006 | Kitt Peak         | Spacewatch              | —         | MPC                           |
| 204743           | 2006 HK102 | 30 abr 2006 | Kitt Peak         | Spacewatch              | —         | MPC                           |
| 204744           | 2006 HG103 | 30 abr 2006 | Kitt Peak         | Spacewatch              | —         | MPC                           |
| 204745           | 2006 HJ114 | 26 abr 2006 | Kitt Peak         | Spacewatch              | —         | MPC                           |
| 204746           | 2006 HM152 | 20 abr 2006 | Kitt Peak         | Spacewatch              | —         | MPC                           |
| 204747           | 2006 JF2   | 1 mai 2006  | Socorro           | LINEAR                  | —         | MPC                           |
| 204748           | 2006 JL3   | 2 mai 2006  | Mount Lemmon      | Mount Lemmon Survey     | —         | MPC                           |
| 204749           | 2006 JZ13  | 4 mai 2006  | Mount Lemmon      | Mount Lemmon Survey     | —         | MPC                           |
| 204750           | 2006 JM14  | 4 mai 2006  | Siding Spring     | SSS                     | —         | MPC                           |
| 204751           | 2006 JN18  | 2 mai 2006  | Mount Lemmon      | Mount Lemmon Survey     | —         | MPC                           |
| 204752           | 2006 JG21  | 2 mai 2006  | Kitt Peak         | Spacewatch              | —         | MPC                           |
| 204753           | 2006 JK24  | 4 mai 2006  | Mount Lemmon      | Mount Lemmon Survey     | —         | MPC                           |
| 204754           | 2006 JK30  | 3 mai 2006  | Kitt Peak         | Spacewatch              | —         | MPC                           |
| 204755           | 2006 JK35  | 4 mai 2006  | Kitt Peak         | Spacewatch              | Maria     | MPC                           |
| 204756           | 2006 JF36  | 4 mai 2006  | Kitt Peak         | Spacewatch              | —         | MPC                           |
| 204757           | 2006 JL37  | 5 mai 2006  | Kitt Peak         | Spacewatch              | —         | MPC                           |
| 204758           | 2006 JS39  | 6 mai 2006  | Mount Lemmon      | Mount Lemmon Survey     | —         | MPC                           |
| 204759           | 2006 JF45  | 7 mai 2006  | Mount Lemmon      | Mount Lemmon Survey     | —         | MPC                           |
| 204760           | 2006 JN50  | 2 mai 2006  | Mount Lemmon      | Mount Lemmon Survey     | —         | MPC                           |
| 204761           | 2006 JU53  | 7 mai 2006  | Kitt Peak         | Spacewatch              | —         | MPC                           |
| 204762           | 2006 JC54  | 7 mai 2006  | Mount Lemmon      | Mount Lemmon Survey     | —         | MPC                           |
| 204763           | 2006 JP56  | 7 mai 2006  | Catalina          | CSS                     | —         | MPC                           |
| 204764           | 2006 JW59  | 1 mai 2006  | Kitt Peak         | M. W. Buie              | —         | MPC                           |
| 204765           | 2006 KH    | 16 mai 2006 | Palomar           | NEAT                    | —         | MPC                           |
| 204766           | 2006 KW3   | 19 mai 2006 | Mount Lemmon      | Mount Lemmon Survey     | —         | MPC                           |
| 204767           | 2006 KD4   | 19 mai 2006 | Anderson Mesa     | LONEOS                  | —         | MPC                           |
| 204768           | 2006 KX4   | 19 mai 2006 | Mount Lemmon      | Mount Lemmon Survey     | —         | MPC                           |
| 204769           | 2006 KG8   | 19 mai 2006 | Mount Lemmon      | Mount Lemmon Survey     | —         | MPC                           |
| 204770           | 2006 KB10  | 19 mai 2006 | Catalina          | CSS                     | Ursula    | MPC                           |
| 204771           | 2006 KB20  | 18 mai 2006 | Siding Spring     | SSS                     | —         | MPC                           |
| 204772           | 2006 KR29  | 20 mai 2006 | Kitt Peak         | Spacewatch              | —         | MPC                           |
| 204773           | 2006 KD38  | 16 mai 2006 | Siding Spring     | SSS                     | —         | MPC                           |
| 204774           | 2006 KH39  | 18 mai 2006 | Siding Spring     | SSS                     | —         | MPC                           |
| 204775           | 2006 KA41  | 19 mai 2006 | Mount Lemmon      | Mount Lemmon Survey     | —         | MPC                           |
| 204776           | 2006 KF43  | 20 mai 2006 | Kitt Peak         | Spacewatch              | —         | MPC                           |
| 204777           | 2006 KV43  | 20 mai 2006 | Siding Spring     | SSS                     | —         | MPC                           |
| 204778           | 2006 KS46  | 21 mai 2006 | Mount Lemmon      | Mount Lemmon Survey     | —         | MPC                           |
| 204779           | 2006 KX46  | 21 mai 2006 | Mount Lemmon      | Mount Lemmon Survey     | —         | MPC                           |
| 204780           | 2006 KA52  | 21 mai 2006 | Kitt Peak         | Spacewatch              | Phocaea   | MPC                           |
| 204781           | 2006 KX64  | 23 mai 2006 | Mount Lemmon      | Mount Lemmon Survey     | —         | MPC                           |
| 204782           | 2006 KU75  | 24 mai 2006 | Palomar           | NEAT                    | —         | MPC                           |
| 204783           | 2006 KW89  | 21 mai 2006 | Mount Lemmon      | Mount Lemmon Survey     | —         | MPC                           |
| 204784           | 2006 KL93  | 25 mai 2006 | Kitt Peak         | Spacewatch              | —         | MPC                           |
| 204785           | 2006 KT102 | 28 mai 2006 | Catalina          | CSS                     | Phocaea   | MPC                           |
| 204786 Wehlau    | 2006 KU131 | 25 mai 2006 | Mauna Kea         | P. A. Wiegert           | —         | MPC                           |
| 204787           | 2006 NB1   | 6 jul 2006  | Siding Spring     | SSS                     | —         | MPC                           |
| 204788           | 2006 PG11  | 13 ago 2006 | Palomar           | NEAT                    | —         | MPC                           |
| 204789           | 2006 PE37  | 12 ago 2006 | Palomar           | NEAT                    | —         | MPC                           |
| 204790           | 2006 QN10  | 21 ago 2006 | Hibiscus          | S. F. Hönig             | —         | MPC                           |
| 204791           | 2006 QK58  | 27 ago 2006 | Goodricke-Pigott  | R. A. Tucker            | —         | MPC                           |
| 204792           | 2006 QS59  | 19 ago 2006 | Palomar           | NEAT                    | —         | MPC                           |
| 204793           | 2006 QD79  | 23 ago 2006 | Palomar           | NEAT                    | —         | MPC                           |
| 204794           | 2006 QD81  | 24 ago 2006 | Palomar           | NEAT                    | —         | MPC                           |
| 204795           | 2006 QK87  | 27 ago 2006 | Kitt Peak         | Spacewatch              | —         | MPC                           |
| 204796           | 2006 QX102 | 27 ago 2006 | Kitt Peak         | Spacewatch              | —         | MPC                           |
| 204797           | 2006 QO116 | 27 ago 2006 | Anderson Mesa     | LONEOS                  | —         | MPC                           |
| 204798           | 2006 QU129 | 19 ago 2006 | Anderson Mesa     | LONEOS                  | —         | MPC                           |
| 204799           | 2006 RW4   | 14 set 2006 | Kitt Peak         | Spacewatch              | —         | MPC                           |
| 204800           | 2006 RL26  | 14 set 2006 | Catalina          | CSS                     | —         | MPC                           |

## 204801–204900
| Designação             | Designação | Descoberta  | Descoberta           | Descobridor(es)         | Categoria | Mais informações / Referência |
| Permanente             | Provisória | Data        | Local                | Descobridor(es)         | Categoria | Mais informações / Referência |
| ---------------------- | ---------- | ----------- | -------------------- | ----------------------- | --------- | ----------------------------- |
| 204801                 | 2006 RS59  | 15 set 2006 | Kitt Peak            | Spacewatch              | —         | MPC                           |
| 204802                 | 2006 SS22  | 17 set 2006 | Anderson Mesa        | LONEOS                  | Brangane  | MPC                           |
| 204803                 | 2006 SQ98  | 18 set 2006 | Kitt Peak            | Spacewatch              | Juno      | MPC                           |
| 204804                 | 2006 SU373 | 16 set 2006 | Apache Point         | A. C. Becker            | —         | MPC                           |
| 204805                 | 2006 TS9   | 11 out 2006 | Modra                | Modra Obs.              | —         | MPC                           |
| 204806                 | 2007 GX10  | 11 abr 2007 | Kitt Peak            | Spacewatch              | —         | MPC                           |
| 204807                 | 2007 GQ23  | 11 abr 2007 | Kitt Peak            | Spacewatch              | —         | MPC                           |
| 204808                 | 2007 GH27  | 14 abr 2007 | Kitt Peak            | Spacewatch              | —         | MPC                           |
| 204809                 | 2007 HJ27  | 18 abr 2007 | Mount Lemmon         | Mount Lemmon Survey     | —         | MPC                           |
| 204810                 | 2007 JQ30  | 11 mai 2007 | Mount Lemmon         | Mount Lemmon Survey     | —         | MPC                           |
| 204811                 | 2007 LO33  | 11 jun 2007 | Siding Spring        | SSS                     | —         | MPC                           |
| 204812                 | 2007 ME3   | 16 jun 2007 | Kitt Peak            | Spacewatch              | —         | MPC                           |
| 204813                 | 2007 MM6   | 21 jun 2007 | Tiki                 | S. F. Hönig, N. Teamo   | —         | MPC                           |
| 204814                 | 2007 MD10  | 21 jun 2007 | Anderson Mesa        | LONEOS                  | —         | MPC                           |
| 204815                 | 2007 NP1   | 10 jul 2007 | Siding Spring        | SSS                     | Eos       | MPC                           |
| 204816 Andreacamilleri | 2007 OZ    | 16 jul 2007 | Vallemare di Borbona | V. S. Casulli           | —         | MPC                           |
| 204817                 | 2007 OE1   | 18 jul 2007 | Mount Lemmon         | Mount Lemmon Survey     | Mitidika  | MPC                           |
| 204818                 | 2007 OE4   | 22 jul 2007 | Tiki                 | S. F. Hönig, N. Teamo   | —         | MPC                           |
| 204819                 | 2007 PU1   | 6 ago 2007  | Reedy Creek          | J. Broughton            | —         | MPC                           |
| 204820                 | 2007 PY2   | 7 ago 2007  | Reedy Creek          | J. Broughton            | —         | MPC                           |
| 204821                 | 2007 PJ10  | 9 ago 2007  | Socorro              | LINEAR                  | —         | MPC                           |
| 204822                 | 2007 PZ10  | 11 ago 2007 | OAM                  | Mallorca Obs.           | —         | MPC                           |
| 204823                 | 2007 PX13  | 8 ago 2007  | Socorro              | LINEAR                  | —         | MPC                           |
| 204824                 | 2007 PP17  | 9 ago 2007  | Socorro              | LINEAR                  | —         | MPC                           |
| 204825                 | 2007 PS18  | 9 ago 2007  | Socorro              | LINEAR                  | —         | MPC                           |
| 204826                 | 2007 PL20  | 9 ago 2007  | Socorro              | LINEAR                  | —         | MPC                           |
| 204827                 | 2007 PR20  | 9 ago 2007  | Socorro              | LINEAR                  | —         | MPC                           |
| 204828                 | 2007 PF22  | 10 ago 2007 | Kitt Peak            | Spacewatch              | —         | MPC                           |
| 204829                 | 2007 PJ24  | 12 ago 2007 | Socorro              | LINEAR                  | —         | MPC                           |
| 204830                 | 2007 PP25  | 13 ago 2007 | Bisei SG Center      | BATTeRS                 | —         | MPC                           |
| 204831 Levski          | 2007 PQ28  | 14 ago 2007 | Zvezdno Obshtestvo   | Zvezdno Obshtestvo Obs. | —         | MPC                           |
| 204832                 | 2007 PH31  | 5 ago 2007  | Socorro              | LINEAR                  | —         | MPC                           |
| 204833                 | 2007 PY34  | 9 ago 2007  | Kitt Peak            | Spacewatch              | —         | MPC                           |
| 204834                 | 2007 PN35  | 10 ago 2007 | Kitt Peak            | Spacewatch              | —         | MPC                           |
| 204835                 | 2007 PC45  | 10 ago 2007 | Kitt Peak            | Spacewatch              | —         | MPC                           |
| 204836 Xiexiaosi       | 2007 QS1   | 16 ago 2007 | XuYi                 | PMO NEO                 | —         | MPC                           |
| 204837                 | 2007 QM2   | 21 ago 2007 | Hibiscus             | S. F. Hönig, N. Teamo   | Brangane  | MPC                           |
| 204838                 | 2007 QQ6   | 21 ago 2007 | Anderson Mesa        | LONEOS                  | —         | MPC                           |
| 204839 Suzhouyuanlin   | 2007 QK13  | 16 ago 2007 | XuYi                 | PMO NEO                 | —         | MPC                           |
| 204840                 | 2007 RD3   | 3 set 2007  | Catalina             | CSS                     | —         | MPC                           |
| 204841                 | 2007 RJ13  | 3 set 2007  | Catalina             | CSS                     | —         | MPC                           |
| 204842 Fengchia        | 2007 RN19  | 5 set 2007  | Lulin Observatory    | C.-S. Lin, Q.-z. Ye     | —         | MPC                           |
| 204843                 | 2007 RF21  | 3 set 2007  | Catalina             | CSS                     | —         | MPC                           |
| 204844                 | 2007 RT23  | 3 set 2007  | Catalina             | CSS                     | —         | MPC                           |
| 204845                 | 2007 RG38  | 8 set 2007  | Anderson Mesa        | LONEOS                  | —         | MPC                           |
| 204846                 | 2007 RD48  | 9 set 2007  | Mount Lemmon         | Mount Lemmon Survey     | —         | MPC                           |
| 204847                 | 2007 RN63  | 10 set 2007 | Mount Lemmon         | Mount Lemmon Survey     | Vesta     | MPC                           |
| 204848                 | 2007 RK70  | 10 set 2007 | Kitt Peak            | Spacewatch              | —         | MPC                           |
| 204849                 | 2007 RK105 | 11 set 2007 | Catalina             | CSS                     | —         | MPC                           |
| 204850                 | 2007 RD121 | 12 set 2007 | Mount Lemmon         | Mount Lemmon Survey     | —         | MPC                           |
| 204851                 | 2007 RW130 | 12 set 2007 | Mount Lemmon         | Mount Lemmon Survey     | Pallas    | MPC                           |
| 204852 Frankfurt       | 2007 RH133 | 15 set 2007 | Taunus               | E. Schwab, R. Kling     | —         | MPC                           |
| 204853                 | 2007 RB136 | 14 set 2007 | Mount Lemmon         | Mount Lemmon Survey     | Themis    | MPC                           |
| 204854                 | 2007 RF140 | 13 set 2007 | Socorro              | LINEAR                  | —         | MPC                           |
| 204855                 | 2007 RT140 | 13 set 2007 | Socorro              | LINEAR                  | Mitidika  | MPC                           |
| 204856                 | 2007 RS155 | 10 set 2007 | Mount Lemmon         | Mount Lemmon Survey     | Pallas    | MPC                           |
| 204857                 | 2007 RM156 | 10 set 2007 | Mount Lemmon         | Mount Lemmon Survey     | —         | MPC                           |
| 204858                 | 2007 RN176 | 10 set 2007 | Catalina             | CSS                     | —         | MPC                           |
| 204859                 | 2007 RF180 | 11 set 2007 | Catalina             | CSS                     | —         | MPC                           |
| 204860                 | 2007 RX193 | 12 set 2007 | Kitt Peak            | Spacewatch              | —         | MPC                           |
| 204861                 | 2007 RP204 | 9 set 2007  | Kitt Peak            | Spacewatch              | —         | MPC                           |
| 204862                 | 2007 RC206 | 10 set 2007 | Mount Lemmon         | Mount Lemmon Survey     | —         | MPC                           |
| 204863                 | 2007 RF211 | 11 set 2007 | Kitt Peak            | Spacewatch              | —         | MPC                           |
| 204864                 | 2007 RK211 | 11 set 2007 | Mount Lemmon         | Mount Lemmon Survey     | —         | MPC                           |
| 204865                 | 2007 RU233 | 12 set 2007 | Mount Lemmon         | Mount Lemmon Survey     | —         | MPC                           |
| 204866                 | 2007 RE235 | 12 set 2007 | Mount Lemmon         | Mount Lemmon Survey     | —         | MPC                           |
| 204867                 | 2007 RQ242 | 15 set 2007 | Socorro              | LINEAR                  | —         | MPC                           |
| 204868                 | 2007 RE267 | 15 set 2007 | Kitt Peak            | Spacewatch              | —         | MPC                           |
| 204869                 | 2007 RL275 | 6 set 2007  | Siding Spring        | SSS                     | —         | MPC                           |
| 204870                 | 2007 RJ278 | 5 set 2007  | Catalina             | CSS                     | —         | MPC                           |
| 204871                 | 2007 RB285 | 12 set 2007 | Mount Lemmon         | Mount Lemmon Survey     | —         | MPC                           |
| 204872                 | 2007 RE295 | 14 set 2007 | Mount Lemmon         | Mount Lemmon Survey     | —         | MPC                           |
| 204873 FAIR            | 2007 SW1   | 17 set 2007 | Taunus               | E. Schwab, R. Kling     | —         | MPC                           |
| 204874                 | 2007 SR4   | 20 set 2007 | Altschwendt          | W. Ries                 | —         | MPC                           |
| 204875                 | 2007 SZ8   | 18 set 2007 | Kitt Peak            | Spacewatch              | —         | MPC                           |
| 204876                 | 2007 TZ1   | 4 out 2007  | Mount Lemmon         | Mount Lemmon Survey     | —         | MPC                           |
| 204877                 | 2007 TF5   | 4 out 2007  | Kitt Peak            | Spacewatch              | —         | MPC                           |
| 204878                 | 2007 TE14  | 3 out 2007  | Hibiscus             | Hibiscus Obs.           | —         | MPC                           |
| 204879                 | 2007 TM32  | 6 out 2007  | Kitt Peak            | Spacewatch              | —         | MPC                           |
| 204880                 | 2007 TQ66  | 10 out 2007 | Dauban               | Chante-Perdrix Obs.     | —         | MPC                           |
| 204881                 | 2007 TR95  | 7 out 2007  | Catalina             | CSS                     | —         | MPC                           |
| 204882                 | 2007 TJ127 | 6 out 2007  | Kitt Peak            | Spacewatch              | —         | MPC                           |
| 204883                 | 2007 TR128 | 6 out 2007  | Kitt Peak            | Spacewatch              | —         | MPC                           |
| 204884                 | 2007 TB136 | 8 out 2007  | Catalina             | CSS                     | —         | MPC                           |
| 204885                 | 2007 TD144 | 6 out 2007  | Socorro              | LINEAR                  | —         | MPC                           |
| 204886                 | 2007 TC145 | 6 out 2007  | Socorro              | LINEAR                  | —         | MPC                           |
| 204887                 | 2007 TX148 | 8 out 2007  | Socorro              | LINEAR                  | —         | MPC                           |
| 204888                 | 2007 TH187 | 13 out 2007 | Socorro              | LINEAR                  | —         | MPC                           |
| 204889                 | 2007 TR269 | 9 out 2007  | Kitt Peak            | Spacewatch              | —         | MPC                           |
| 204890                 | 2007 TR305 | 14 out 2007 | Mount Lemmon         | Mount Lemmon Survey     | —         | MPC                           |
| 204891                 | 2007 TY323 | 11 out 2007 | Kitt Peak            | Spacewatch              | —         | MPC                           |
| 204892                 | 2007 TQ331 | 11 out 2007 | Kitt Peak            | Spacewatch              | Juno      | MPC                           |
| 204893                 | 2007 TD355 | 11 out 2007 | Catalina             | CSS                     | —         | MPC                           |
| 204894                 | 2007 TF372 | 13 out 2007 | Mount Lemmon         | Mount Lemmon Survey     | —         | MPC                           |
| 204895                 | 2007 TS375 | 15 out 2007 | Mount Lemmon         | Mount Lemmon Survey     | —         | MPC                           |
| 204896 Giorgiobocca    | 2007 UQ1   | 16 out 2007 | Vallemare di Borbona | V. S. Casulli           | —         | MPC                           |
| 204897                 | 2007 UL19  | 18 out 2007 | Mount Lemmon         | Mount Lemmon Survey     | —         | MPC                           |
| 204898                 | 2007 UA30  | 19 out 2007 | Anderson Mesa        | LONEOS                  | —         | MPC                           |
| 204899                 | 2007 UE56  | 30 out 2007 | Mount Lemmon         | Mount Lemmon Survey     | —         | MPC                           |
| 204900                 | 2007 UR90  | 30 out 2007 | Mount Lemmon         | Mount Lemmon Survey     | —         | MPC                           |

## 204901–205000
| Designação | Designação | Descoberta  | Descoberta             | Descobridor(es)            | Categoria | Mais informações / Referência |
| Permanente | Provisória | Data        | Local                  | Descobridor(es)            | Categoria | Mais informações / Referência |
| ---------- | ---------- | ----------- | ---------------------- | -------------------------- | --------- | ----------------------------- |
| 204901     | 2007 US93  | 31 out 2007 | Mount Lemmon           | Mount Lemmon Survey        | —         | MPC                           |
| 204902     | 2007 UB126 | 17 out 2007 | Catalina               | CSS                        | —         | MPC                           |
| 204903     | 2007 UO133 | 30 out 2007 | Catalina               | CSS                        | —         | MPC                           |
| 204904     | 2007 VS80  | 4 nov 2007  | Kitt Peak              | Spacewatch                 | —         | MPC                           |
| 204905     | 2007 VR84  | 7 nov 2007  | OAM                    | Mallorca Obs.              | —         | MPC                           |
| 204906     | 2007 VM270 | 3 nov 2007  | Kitt Peak              | Spacewatch                 | —         | MPC                           |
| 204907     | 2007 VP291 | 14 nov 2007 | Kitt Peak              | Spacewatch                 | —         | MPC                           |
| 204908     | 2007 WS10  | 17 nov 2007 | Catalina               | CSS                        | Brangane  | MPC                           |
| 204909     | 2008 DP43  | 28 fev 2008 | Mount Lemmon           | Mount Lemmon Survey        | —         | MPC                           |
| 204910     | 2008 HU12  | 24 abr 2008 | Kitt Peak              | Spacewatch                 | —         | MPC                           |
| 204911     | 2008 QE5   | 22 ago 2008 | Kitt Peak              | Spacewatch                 | Vesta     | MPC                           |
| 204912     | 2008 RH94  | 6 set 2008  | Kitt Peak              | Spacewatch                 | —         | MPC                           |
| 204913     | 2008 RG108 | 9 set 2008  | Mount Lemmon           | Mount Lemmon Survey        | —         | MPC                           |
| 204914     | 2008 SQ35  | 20 set 2008 | Kitt Peak              | Spacewatch                 | —         | MPC                           |
| 204915     | 2008 ST52  | 20 set 2008 | Mount Lemmon           | Mount Lemmon Survey        | —         | MPC                           |
| 204916     | 2008 SU54  | 20 set 2008 | Mount Lemmon           | Mount Lemmon Survey        | Eos       | MPC                           |
| 204917     | 2008 SY82  | 26 set 2008 | Bisei SG Center        | BATTeRS                    | —         | MPC                           |
| 204918     | 2008 SW142 | 24 set 2008 | Mount Lemmon           | Mount Lemmon Survey        | —         | MPC                           |
| 204919     | 2008 SH147 | 24 set 2008 | Kitt Peak              | Spacewatch                 | —         | MPC                           |
| 204920     | 2008 SR163 | 28 set 2008 | Socorro                | LINEAR                     | —         | MPC                           |
| 204921     | 2008 SE173 | 22 set 2008 | Mount Lemmon           | Mount Lemmon Survey        | —         | MPC                           |
| 204922     | 2008 SY206 | 26 set 2008 | Kitt Peak              | Spacewatch                 | —         | MPC                           |
| 204923     | 2008 SZ260 | 23 set 2008 | Kitt Peak              | Spacewatch                 | —         | MPC                           |
| 204924     | 2008 SN266 | 24 set 2008 | Catalina               | CSS                        | —         | MPC                           |
| 204925     | 2008 TG5   | 1 out 2008  | OAM                    | Mallorca Obs.              | —         | MPC                           |
| 204926     | 2008 TX8   | 6 out 2008  | Goodricke-Pigott       | R. A. Tucker               | —         | MPC                           |
| 204927     | 2008 TM52  | 2 out 2008  | Kitt Peak              | Spacewatch                 | Vesta     | MPC                           |
| 204928     | 2008 TZ68  | 2 out 2008  | Kitt Peak              | Spacewatch                 | —         | MPC                           |
| 204929     | 2008 TV82  | 3 out 2008  | Kitt Peak              | Spacewatch                 | —         | MPC                           |
| 204930     | 2008 TD105 | 6 out 2008  | Kitt Peak              | Spacewatch                 | —         | MPC                           |
| 204931     | 2008 UJ34  | 20 out 2008 | Kitt Peak              | Spacewatch                 | —         | MPC                           |
| 204932     | 2008 UV35  | 20 out 2008 | Mount Lemmon           | Mount Lemmon Survey        | —         | MPC                           |
| 204933     | 2008 UE42  | 20 out 2008 | Kitt Peak              | Spacewatch                 | —         | MPC                           |
| 204934     | 2008 UO99  | 29 out 2008 | Goodricke-Pigott       | R. A. Tucker               | —         | MPC                           |
| 204935     | 2008 UZ108 | 21 out 2008 | Mount Lemmon           | Mount Lemmon Survey        | —         | MPC                           |
| 204936     | 2008 UG142 | 23 out 2008 | Kitt Peak              | Spacewatch                 | —         | MPC                           |
| 204937     | 2008 UF156 | 23 out 2008 | Kitt Peak              | Spacewatch                 | —         | MPC                           |
| 204938     | 2008 UW159 | 23 out 2008 | Kitt Peak              | Spacewatch                 | —         | MPC                           |
| 204939     | 2008 UV172 | 24 out 2008 | Kitt Peak              | Spacewatch                 | —         | MPC                           |
| 204940     | 2008 UR193 | 25 out 2008 | Mount Lemmon           | Mount Lemmon Survey        | —         | MPC                           |
| 204941     | 2008 UD198 | 24 out 2008 | Socorro                | LINEAR                     | —         | MPC                           |
| 204942     | 2008 UT256 | 27 out 2008 | Kitt Peak              | Spacewatch                 | —         | MPC                           |
| 204943     | 2008 UA263 | 27 out 2008 | Kitt Peak              | Spacewatch                 | —         | MPC                           |
| 204944     | 2008 UM279 | 28 out 2008 | Mount Lemmon           | Mount Lemmon Survey        | —         | MPC                           |
| 204945     | 2008 UB287 | 28 out 2008 | Mount Lemmon           | Mount Lemmon Survey        | —         | MPC                           |
| 204946     | 2008 UN302 | 29 out 2008 | Kitt Peak              | Spacewatch                 | —         | MPC                           |
| 204947     | 2008 UE315 | 30 out 2008 | Kitt Peak              | Spacewatch                 | —         | MPC                           |
| 204948     | 2008 UG325 | 31 out 2008 | Kitt Peak              | Spacewatch                 | —         | MPC                           |
| 204949     | 2008 VT    | 2 nov 2008  | RAS                    | A. Lowe                    | —         | MPC                           |
| 204950     | 2008 VU46  | 3 nov 2008  | Kitt Peak              | Spacewatch                 | —         | MPC                           |
| 204951     | 2008 VR53  | 6 nov 2008  | Catalina               | CSS                        | —         | MPC                           |
| 204952     | 2008 VM57  | 6 nov 2008  | Mount Lemmon           | Mount Lemmon Survey        | —         | MPC                           |
| 204953     | 2008 WN4   | 17 nov 2008 | Kitt Peak              | Spacewatch                 | —         | MPC                           |
| 204954     | 2008 WS24  | 18 nov 2008 | Catalina               | CSS                        | —         | MPC                           |
| 204955     | 2008 WF60  | 19 nov 2008 | Socorro                | LINEAR                     | —         | MPC                           |
| 204956     | 2008 WS61  | 22 nov 2008 | OAM                    | Mallorca Obs.              | —         | MPC                           |
| 204957     | 2008 WK68  | 18 nov 2008 | Kitt Peak              | Spacewatch                 | —         | MPC                           |
| 204958     | 2008 WQ88  | 21 nov 2008 | Kitt Peak              | Spacewatch                 | —         | MPC                           |
| 204959     | 2008 WT98  | 23 nov 2008 | OAM                    | Mallorca Obs.              | —         | MPC                           |
| 204960     | 4713 P-L   | 24 set 1960 | Palomar                | PLS                        | —         | MPC                           |
| 204961     | 6377 P-L   | 24 set 1960 | Palomar                | PLS                        | —         | MPC                           |
| 204962     | 5057 T-2   | 25 set 1973 | Palomar                | PLS                        | —         | MPC                           |
| 204963     | 1981 EW29  | 2 mar 1981  | Siding Spring          | S. J. Bus                  | —         | MPC                           |
| 204964     | 1981 EN46  | 2 mar 1981  | Siding Spring          | S. J. Bus                  | —         | MPC                           |
| 204965     | 1989 SY4   | 26 set 1989 | La Silla               | E. W. Elst                 | —         | MPC                           |
| 204966     | 1990 QX3   | 22 ago 1990 | Palomar                | H. E. Holt                 | —         | MPC                           |
| 204967     | 1991 TH7   | 3 out 1991  | Tautenburg Observatory | F. Börngen, L. D. Schmadel | —         | MPC                           |
| 204968     | 1991 TM11  | 11 out 1991 | Kitt Peak              | Spacewatch                 | —         | MPC                           |
| 204969     | 1991 VU11  | 8 nov 1991  | Kitt Peak              | Spacewatch                 | —         | MPC                           |
| 204970     | 1992 DQ6   | 29 fev 1992 | La Silla               | UESAC                      | Pallas    | MPC                           |
| 204971     | 1993 FG9   | 17 mar 1993 | La Silla               | UESAC                      | Brangane  | MPC                           |
| 204972     | 1993 QV8   | 20 ago 1993 | La Silla               | E. W. Elst                 | —         | MPC                           |
| 204973     | 1993 SN9   | 22 set 1993 | La Silla               | H. Debehogne, E. W. Elst   | —         | MPC                           |
| 204974     | 1993 TO7   | 9 out 1993  | Kitt Peak              | Spacewatch                 | —         | MPC                           |
| 204975     | 1993 TW35  | 11 out 1993 | La Silla               | E. W. Elst                 | —         | MPC                           |
| 204976     | 1994 JT1   | 1 mai 1994  | Kitt Peak              | Spacewatch                 | —         | MPC                           |
| 204977     | 1994 SZ8   | 28 set 1994 | Kitt Peak              | Spacewatch                 | —         | MPC                           |
| 204978     | 1994 SE12  | 29 set 1994 | Kitt Peak              | Spacewatch                 | —         | MPC                           |
| 204979     | 1994 TW10  | 9 out 1994  | Kitt Peak              | Spacewatch                 | —         | MPC                           |
| 204980     | 1994 TO11  | 10 out 1994 | Kitt Peak              | Spacewatch                 | —         | MPC                           |
| 204981     | 1995 EX6   | 2 mar 1995  | Kitt Peak              | Spacewatch                 | —         | MPC                           |
| 204982     | 1995 FT3   | 23 mar 1995 | Kitt Peak              | Spacewatch                 | —         | MPC                           |
| 204983     | 1995 GV4   | 5 abr 1995  | Kitt Peak              | Spacewatch                 | —         | MPC                           |
| 204984     | 1995 UL9   | 16 out 1995 | Kitt Peak              | Spacewatch                 | —         | MPC                           |
| 204985     | 1995 UW13  | 17 out 1995 | Kitt Peak              | Spacewatch                 | —         | MPC                           |
| 204986     | 1995 UB22  | 19 out 1995 | Kitt Peak              | Spacewatch                 | Themis    | MPC                           |
| 204987     | 1995 UN40  | 23 out 1995 | Kitt Peak              | Spacewatch                 | —         | MPC                           |
| 204988     | 1995 US58  | 18 out 1995 | Kitt Peak              | Spacewatch                 | —         | MPC                           |
| 204989     | 1995 UX65  | 17 out 1995 | Kitt Peak              | Spacewatch                 | —         | MPC                           |
| 204990     | 1995 YP14  | 20 dez 1995 | Kitt Peak              | Spacewatch                 | —         | MPC                           |
| 204991     | 1996 EZ3   | 11 mar 1996 | Kitt Peak              | Spacewatch                 | —         | MPC                           |
| 204992     | 1996 ES4   | 11 mar 1996 | Kitt Peak              | Spacewatch                 | —         | MPC                           |
| 204993     | 1996 EV9   | 12 mar 1996 | Kitt Peak              | Spacewatch                 | —         | MPC                           |
| 204994     | 1996 RJ14  | 8 set 1996  | Kitt Peak              | Spacewatch                 | —         | MPC                           |
| 204995     | 1996 TZ2   | 3 out 1996  | Xinglong               | SCAP                       | —         | MPC                           |
| 204996     | 1996 TU5   | 3 out 1996  | Xinglong               | SCAP                       | —         | MPC                           |
| 204997     | 1996 VE13  | 5 nov 1996  | Kitt Peak              | Spacewatch                 | —         | MPC                           |
| 204998     | 1996 VV13  | 5 nov 1996  | Kitt Peak              | Spacewatch                 | —         | MPC                           |
| 204999     | 1996 VD14  | 5 nov 1996  | Kitt Peak              | Spacewatch                 | —         | MPC                           |
| 205000     | 1996 VA16  | 5 nov 1996  | Kitt Peak              | Spacewatch                 | Mitidika  | MPC                           |